# Gestione della pandemia di COVID-19 in Italia
Con gestione della pandemia di COVID-19 in Italia si intendono le misure adottate per contrastare la pandemia di COVID-19 in Italia.

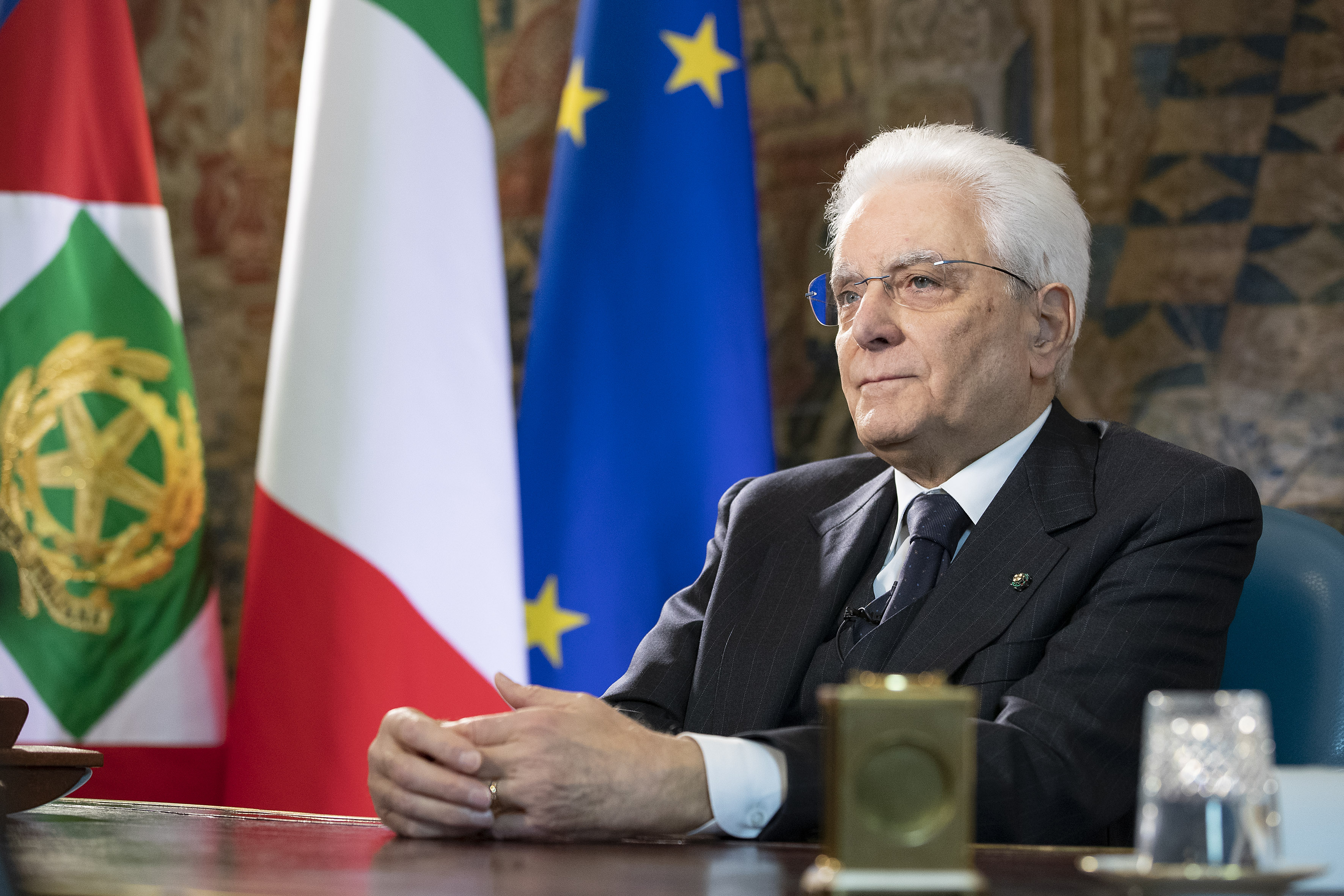
Il presidente della Repubblica Sergio Mattarella durante la sua prima dichiarazione sulla pandemia di COVID-19, 5 marzo 2020

## Gestione dell'emergenza

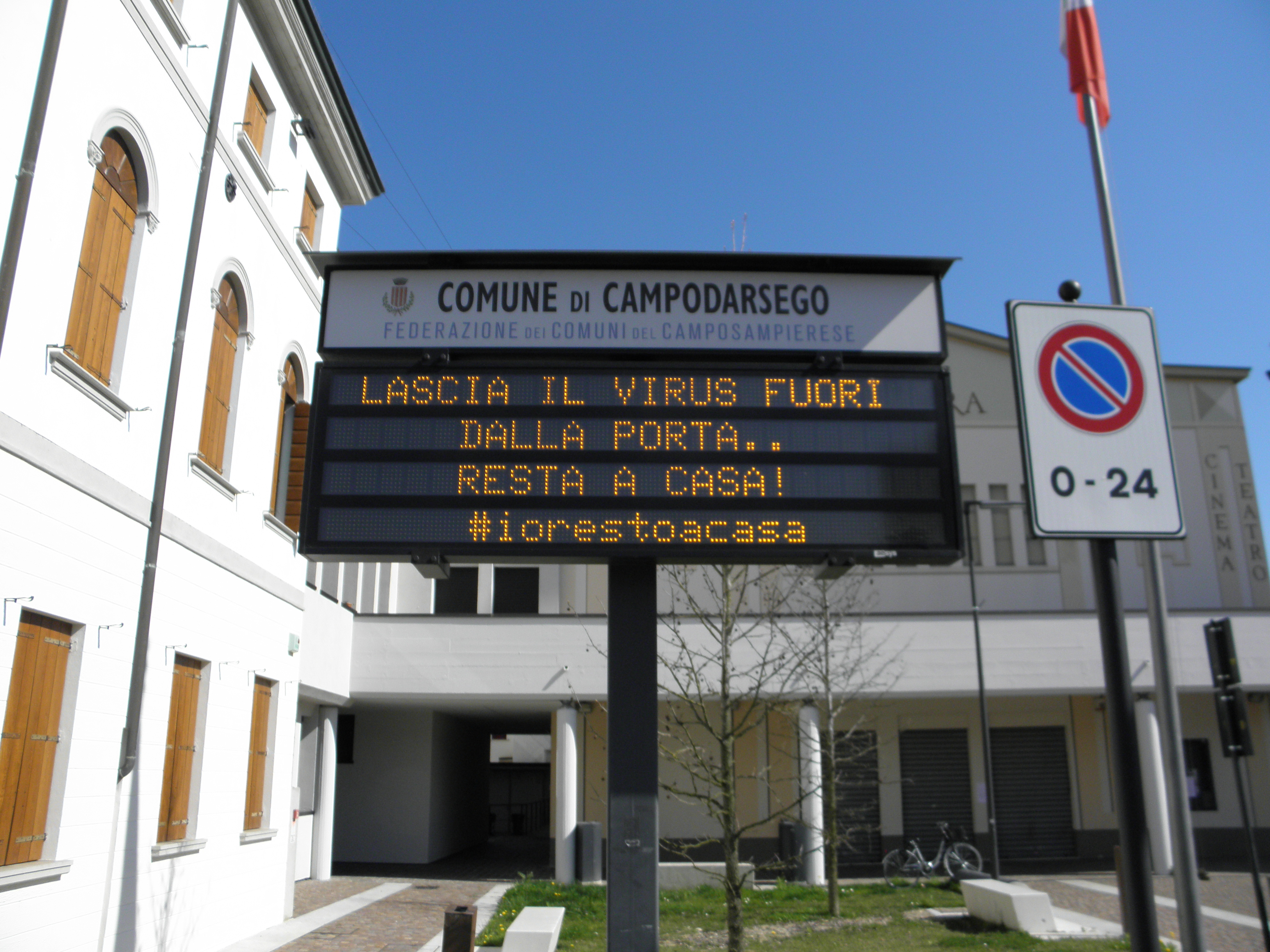
Campodarsego (PD), piazza Europa, le indicazioni date dall'amministrazione comunale e l'hashtag #iorestoacasa.

### 8 gennaio - 20 febbraio 2020
Dall'8 gennaio 2020 il Ministero della salute ha attivato controlli sui voli diretti provenienti inizialmente da Wuhan, in seguito estesi a tutti voli provenienti dalla Cina, con misurazione della temperatura dei passeggeri prima dello sbarco in Italia. Da questa data in poi in Italia, con l'introduzione di questa misura, si sono susseguiti man mano nuovi provvedimenti che hanno caratterizzato il periodo della pandemia.
Il 22 gennaio il ministero ha dichiarato che in Italia non vi era circolazione virale, ed è stata avviata una sorveglianza specifica per la COVID-19 e sono state fornite istruzioni per la gestione dei potenziali casi e per la gestione delle persone provenienti dalle aree affette in Cina, e per i lavoratori a contatto con il pubblico.
Il 31 gennaio, con delibera del Consiglio dei ministri, è dichiarato, per sei mesi, lo stato di emergenza sul territorio nazionale relativo al rischio sanitario, connesso all'insorgenza di patologie derivanti da agenti virali trasmissibili, dopo l'avviso di "emergenza sanitaria pubblica di interesse internazionale" (in inglese P.H.E.I.C., cioè Public Health Emergency of International Concern), lanciato il giorno precedente dall'Organizzazione mondiale della sanità, tramite il direttore Tedros Adhanom Ghebreyesus.

#### Il Comitato tecnico scientifico
Istituito il 5 febbraio 2020 con lo scopo di supportare il Governo nelle iniziative di contrasto al coronavirus, il Comitato Tecnico Scientifico del Servizio nazionale della protezione civile sotto il governo Conte II contava sette componenti, divenuti in seguito ventisei. Con il governo Draghi, i componenti si riducono a dodici, dieci uomini e due donne.
Alle persone con sintomi è fatto obbligo per decreto di chiamare il numero di emergenza 112 invece di andare direttamente in ospedale, per limitare la diffusione della malattia.
Il Ministero della salute ha fornito un sito web e un numero telefonico (1500) con cui le persone possono ottenere gli aggiornamenti e informazioni sulla situazione della pandemia di coronavirus in Italia, nonché segnalare casi sospetti.
L'Istituto superiore di sanità e il Ministero della salute hanno anche pubblicato un primo manifesto, con il supporto degli Ordini professionali di medici, farmacisti, veterinari e infermieri e delle principali società scientifiche e associazioni professionali, oltre che della Conferenza Stato-Regioni, che elenca dieci punti con le indicazioni su come lavarsi le mani, pulire le superfici e confutando le principali false notizie.

## La prima ondata (febbraio - ottobre 2020)

### 21 febbraio - 8 marzo 2020

#### Il primo decreto legge
| Provincia           | Comune                  | Periodo quarantena               | Popolazione |
| Zona rossa          | Zona rossa              | Zona rossa                       | Zona rossa  |
| ------------------- | ----------------------- | -------------------------------- | ----------- |
| Lodi (Lombardia)    | Casalpusterlengo        | Dal 23 febbraio all'8 marzo 2020 | 15 293      |
| Lodi (Lombardia)    | Codogno                 | Dal 23 febbraio all'8 marzo 2020 | 15 978      |
| Lodi (Lombardia)    | Castiglione d'Adda      | Dal 23 febbraio all'8 marzo 2020 | 4 646       |
| Lodi (Lombardia)    | Fombio                  | Dal 23 febbraio all'8 marzo 2020 | 2 317       |
| Lodi (Lombardia)    | Maleo                   | Dal 23 febbraio all'8 marzo 2020 | 3 098       |
| Lodi (Lombardia)    | Somaglia                | Dal 23 febbraio all'8 marzo 2020 | 3 837       |
| Lodi (Lombardia)    | Bertonico               | Dal 23 febbraio all'8 marzo 2020 | 1 118       |
| Lodi (Lombardia)    | Terranova dei Passerini | Dal 23 febbraio all'8 marzo 2020 | 927         |
| Lodi (Lombardia)    | Castelgerundo           | Dal 23 febbraio all'8 marzo 2020 | 1 498       |
| Lodi (Lombardia)    | San Fiorano             | Dal 23 febbraio all'8 marzo 2020 | 1 839       |
| Padova (Veneto)     | Vo'                     | Dal 23 febbraio all'8 marzo 2020 | 3 305       |
| Totale popolazione: | Totale popolazione:     | Totale popolazione:              | 53 785      |

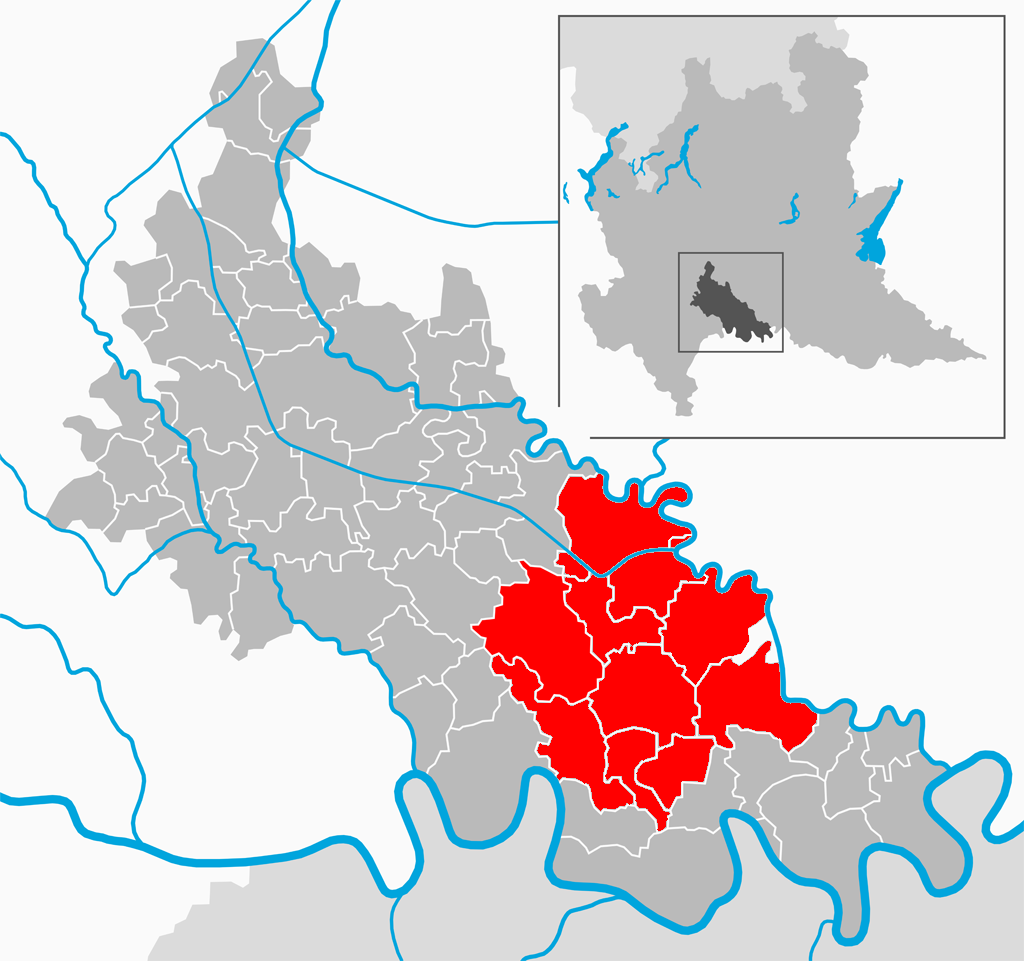
I 10 comuni del Lodigiano sottoposti ai primi provvedimenti di quarantena.

Il 21 febbraio il ministro della Salute ha diramato un'ordinanza che prevedeva la quarantena obbligatoria per chi fosse stato a contatto con persone positive all'infezione virale, e sorveglianza attiva e permanenza domiciliare per chi fosse stato nelle aree a rischio nei 14 giorni precedenti, con obbligo di segnalazione alle autorità sanitarie locali.
Lo stesso giorno è stata pubblicata un'altra ordinanza, firmata in modo congiunto con la presidenza della Regione Lombardia, che sospendeva tutte le manifestazioni pubbliche, le attività commerciali non di pubblica utilità, le attività lavorative, ludiche e sportive, e che ordinava la chiusura delle scuole in dieci comuni (Codogno, Castiglione d'Adda, Casalpusterlengo, Fombio, Maleo, Somaglia, Bertonico, Terranova dei Passerini, Castelgerundo e San Fiorano). L'ordinanza non aveva una durata prestabilita, poiché la situazione sarebbe stata monitorata giorno per giorno, e le decisioni assunte in base all'evoluzione del quadro generale.
Il giorno successivo, il Consiglio dei ministri ha annunciato un nuovo decreto-legge per contenere la pandemia, che prevedeva la quarantena di oltre 50 000 persone provenienti da 11 comuni diversi del Nord Italia. Il decreto emanato, attuato dal 23 febbraio, imponeva l'isolamento dei dieci comuni del lodigiano già interessati dalla pandemia, e del comune di Vo' in provincia di Padova.
Il decreto comportava anche la sospensione, in queste zone, delle manifestazioni e iniziative di qualsiasi natura, sia pubbliche che private, la chiusura delle scuole di ogni ordine e grado, dei musei e degli altri istituti e luoghi della cultura, e di tutte le attività commerciali (escluse quelle di vendita dei beni di prima necessità, usufruibili con l'utilizzo di dispositivi di protezione individuale). Sono stati inoltre sospesi i servizi ferroviari regionali per le aree più colpite, con la soppressione delle fermate alle stazioni di Codogno, Maleo e Casalpusterlengo.
Il governo ha annunciato l'invio delle forze armate per imporre il blocco dei comuni in quarantena. Le sanzioni per violazione del blocco variavano da un'ammenda di 206 euro a 3 mesi di reclusione.
Il 25 febbraio il Dipartimento della protezione civile dispone l'ordinanza in cinque articoli che si occupa, fra l'altro, dell'approvvigionamento di dispositivi di protezione individuale (DPI), dell'attivazione di un conto corrente per le donazioni (crowdfunding), dell'integrazione dell'ordinanza del capo del Dipartimento della protezione civile, Angelo Borrelli, risalente al 3 febbraio.

#### I decreti attuativi

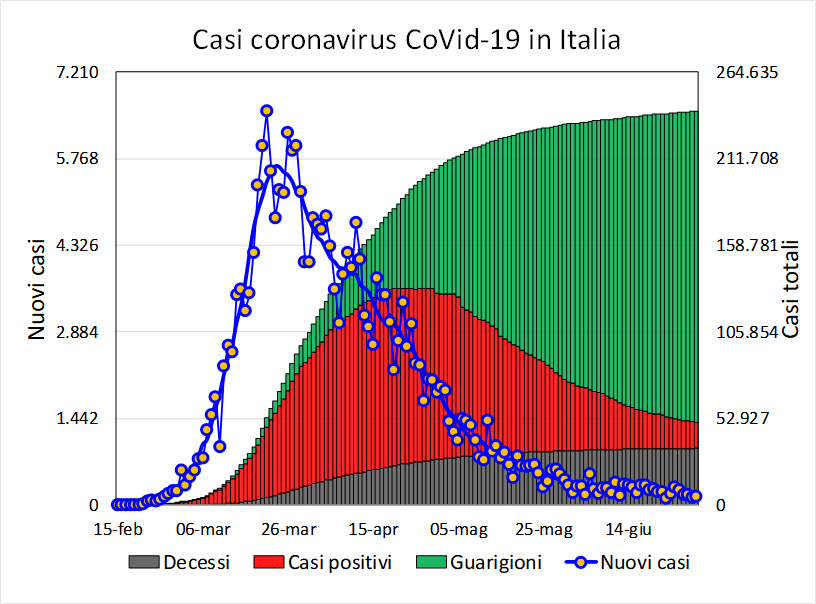
Curva del contagio durante la prima ondata.

Con un Decreto del Presidente del Consiglio dei ministri (DPCM) del 25 febbraio, relativo alle regioni Emilia-Romagna, Friuli-Venezia Giulia, Lombardia, Veneto, Piemonte e Liguria, e in vigore fino al 15 marzo, i provvedimenti governativi vengono estesi al di fuori degli 11 comuni epicentro dei focolai di coronavirus, con disposizioni principalmente relative a scuole, musei, uffici giudiziari, telelavoro. Viene inoltre confermata la sospensione di tutti gli eventi sportivi nelle suddette regioni, consentendo lo svolgimento di gare e partite esclusivamente "a porte chiuse". Il giorno successivo viene pubblicato un decreto valido per il resto del territorio nazionale, al fine di interrompere l'emanazione di ordinanze difformi tra una regione e l'altra, che descrive le misure di prevenzione da adottare per prevenire la diffusione della malattia, e misure per la profilassi e il trattamento dei soggetti che hanno soggiornato nelle aree della Cina o nei comuni con trasmissione locale del virus.
Il 1º marzo un nuovo DPCM recepisce e proroga alcune delle misure precedenti e ne introduce ulteriori, per garantire uniformità su tutto il territorio nazionale. Con l'entrata in vigore di questo decreto cessa la vigenza di tutti quelli precedenti, e le misure vengono distinte sulla base di aree geografiche:
- misure applicabili negli 11 comuni della "zona rossa" (Bertonico; Casalpusterlengo; Castelgerundo; Castiglione d'Adda; Codogno; Fombio; Maleo; San Fiorano; Somaglia; Terranova dei Passerini; Vo');
- misure applicabili nelle regioni Emilia-Romagna, Lombardia e Veneto, e nelle province di Pesaro-Urbino e di Savona;
- misure applicabili nelle province di Bergamo, Lodi, Piacenza e Cremona;
- misure applicabili nella regione Lombardia e nella provincia di Piacenza;
- misure applicabili sull'intero territorio nazionale.

Il 4 marzo 2020, con un ulteriore decreto presidenziale, il governo annuncia misure valide sull'intero territorio nazionale: il mantenimento della distanza interpersonale di almeno 1 metro nei contatti sociali con qualsiasi persona non appartenente al proprio nucleo familiare convivente, l'igienizzazione delle mani all'accesso di qualsiasi luogo aperto al pubblico, la sospensione delle attività didattiche in tutte le scuole di ogni grado e università fino al 15 marzo seguente, la chiusura delle porte di tutti gli stadi fino al 3 aprile ed indicazioni riguardanti l'accesso di parenti e visitatori alle strutture sanitarie e agli istituti penitenziari e penali per minori.
Il 5 marzo 2020, a causa degli eccessivi contagi da coronavirus, viene disposto il rinvio sine die del referendum costituzionale, inizialmente previsto per il 29 marzo. Il referendum sarebbe stato spostato in seguito alla data del 20 e del 21 settembre 2020.

### Fase 1: confinamenti (9 marzo - 3 maggio 2020)
| Provincia            | Regione             | Popolazione |
| -------------------- | ------------------- | ----------- |
| Alessandria          | Piemonte            | 420 017     |
| Asti                 | Piemonte            | 214 342     |
| Bergamo              | Lombardia           | 1 115 536   |
| Brescia              | Lombardia           | 1 265 954   |
| Como                 | Lombardia           | 599 204     |
| Cremona              | Lombardia           | 358 955     |
| Lecco                | Lombardia           | 337 380     |
| Lodi                 | Lombardia           | 230 198     |
| Mantova              | Lombardia           | 411 958     |
| Milano               | Lombardia           | 3 263 206   |
| Modena               | Emilia-Romagna      | 705 422     |
| Monza e Brianza      | Lombardia           | 875 769     |
| Novara               | Piemonte            | 368 607     |
| Padova               | Veneto              | 938 957     |
| Parma                | Emilia-Romagna      | 452 022     |
| Pavia                | Lombardia           | 545 888     |
| Pesaro e Urbino      | Marche              | 358 886     |
| Piacenza             | Emilia-Romagna      | 287 152     |
| Reggio Emilia        | Emilia-Romagna      | 531 891     |
| Rimini               | Emilia-Romagna      | 339 437     |
| Sondrio              | Lombardia           | 180 811     |
| Treviso              | Veneto              | 888 293     |
| Varese               | Lombardia           | 890 768     |
| Venezia              | Veneto              | 857 841     |
| Verbano-Cusio-Ossola | Piemonte            | 157 844     |
| Vercelli             | Piemonte            | 170 298     |
| Totale popolazione:  | Totale popolazione: | 16 466 636  |

Le province italiane coinvolte dalle misure restrittive definite con il decreto dell'8 marzo 2020.

Nella notte tra 7 e 8 marzo 2020, il Presidente del Consiglio emana un nuovo DPCM, che sostituisce i DPCM del 1º e del 4 marzo, con misure restrittive che si applicano alla Lombardia e a 14 province del Centro-Nord (Modena, Parma, Piacenza, Reggio nell'Emilia, Rimini, Pesaro e Urbino, Alessandria, Asti, Novara, Verbano-Cusio-Ossola, Vercelli, Padova, Treviso, Venezia) per un totale di 16 milioni di persone, ed altre che interessano tutta Italia.
Con questo decreto vengono abolite le cosiddette "zone rosse" stabilite all'inizio della pandemia, e si vieta ogni spostamento da e per i territori soggetti alle restrizioni, nonché all'interno dei territori stessi.
La sera del 7 marzo trapela su Internet la bozza di un nuovo decreto, che causa la "fuga generale" di molti lavoratori e studenti originari del Sud Italia verso le loro regioni native, per evitare di rimanere bloccati nelle zone che sarebbero state sottoposte a quarantena nelle ore successive.
Per impedire che tali spostamenti di massa verso il Meridione provocassero una più rapida diffusione della pandemia, i governatori delle Regioni hanno imposto controlli e quarantene a tutti coloro che sarebbero giunti tramite autobus e treni.
La notizia delle restrizioni ha scatenato anche diverse rivolte nelle carceri di tutta Italia, a causa della sospensione di colloqui e visite dei familiari ai detenuti e della limitazione dei regimi di semilibertà. Nel carcere Sant'Anna di Modena e in quello di Rieti sono morte complessivamente dodici persone, mentre altre decine sono rimaste ferite o intossicate nei vari incendi scoppiati anche negli altri istituti.
Con il DPCM del 9 marzo viene esteso a tutto il territorio nazionale, a partire dal giorno successivo, quanto già previsto col decreto dell'8 marzo, fino al 3 aprile 2020. L'11 marzo viene poi pubblicato un DPCM, soprannominato "Decreto #IoRestoaCasa", che prevede la sospensione delle comuni attività commerciali al dettaglio, delle attività didattiche, dei servizi di ristorazione, e che vieta gli assembramenti di persone nei luoghi pubblici o aperti al pubblico.
La sera del 21 marzo 2020, il Presidente del Consiglio Giuseppe Conte annuncia l'attuazione di misure più stringenti, che prevedono la chiusura di tutte quelle attività non ritenute necessarie per la filiera produttiva italiana in relazione alla situazione contingente.
Il 22 marzo è stata adottata, congiuntamente dal ministro della Salute e dal ministro dell'Interno, una nuova ordinanza che vieta a tutte le persone fisiche di trasferirsi o spostarsi con mezzi di trasporto pubblici o privati in comune diverso da quello in cui si trovano, salvo che per comprovate esigenze lavorative, di assoluta urgenza, ovvero per motivi di salute.

Lo stesso giorno viene firmato, sempre dal presidente Conte, il nuovo DPCM relativo alla chiusura di tutte le attività non necessarie, insieme a una lista (successivamente ampliata) di tutte quelle che invece vengono ritenute necessarie e strategiche, con validità dal 23 marzo e fino al 3 aprile. Le imprese, le cui attività non sono sospese, devono rispettare i contenuti del "Protocollo condiviso di Regolamentazione delle Misure per il Contrasto e il Contenimento della diffusione del virus Covid-19 negli ambienti di lavoro", sottoscritto il 14 marzo 2020, fra il Governo e le parti sociali.

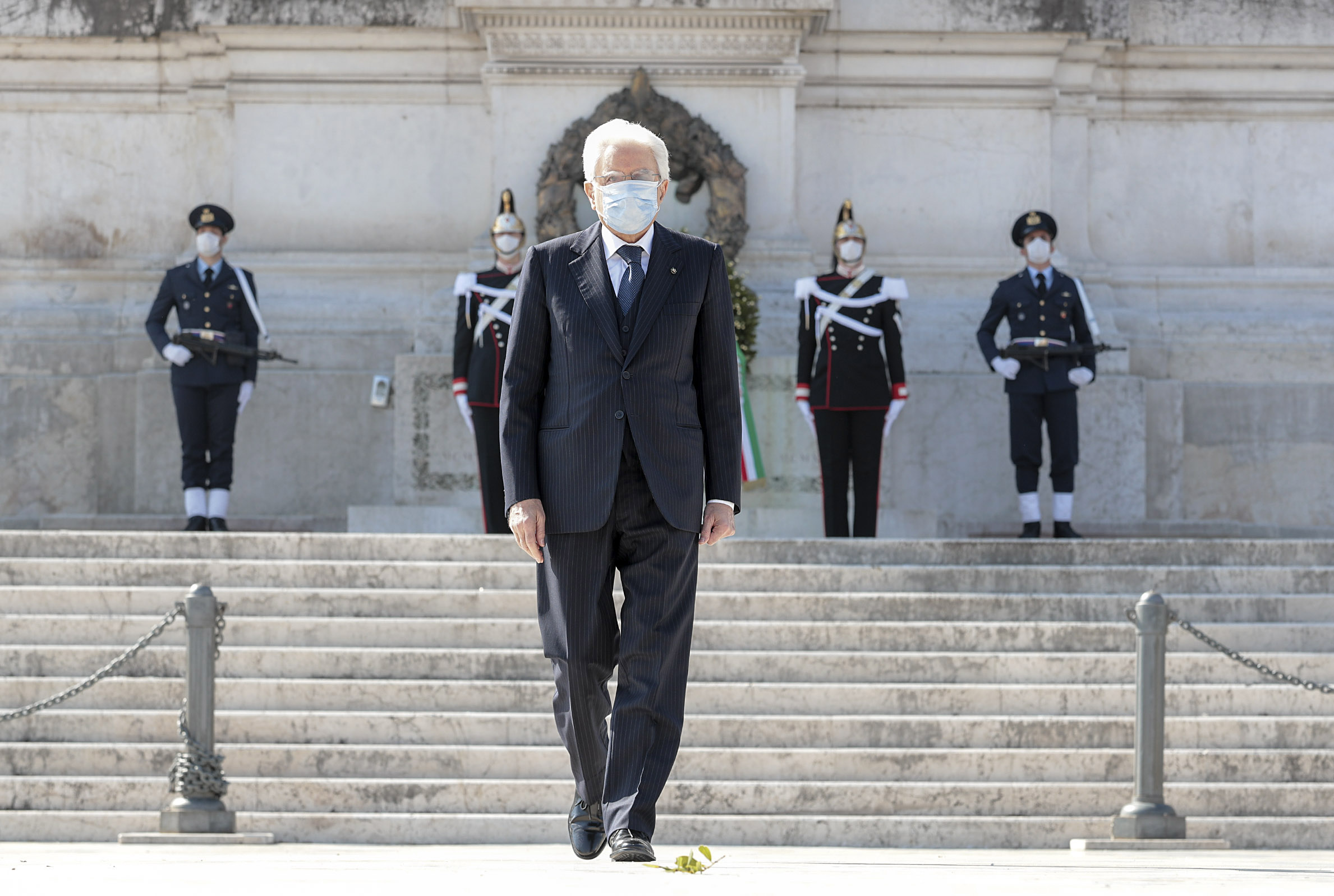
Celebrazione del 25 aprile: il presidente della Repubblica Sergio Mattarella, così come i corazzieri alle sue spalle, con indosso le mascherine protettive all'Altare della Patria a Roma

Le misure adottate sono state ulteriormente prorogate fino al 13 aprile con un nuovo DPCM, e poi fino al 3 maggio.

### Fase 2: allentamento delle misure di contenimento (4 maggio - 14 giugno 2020)

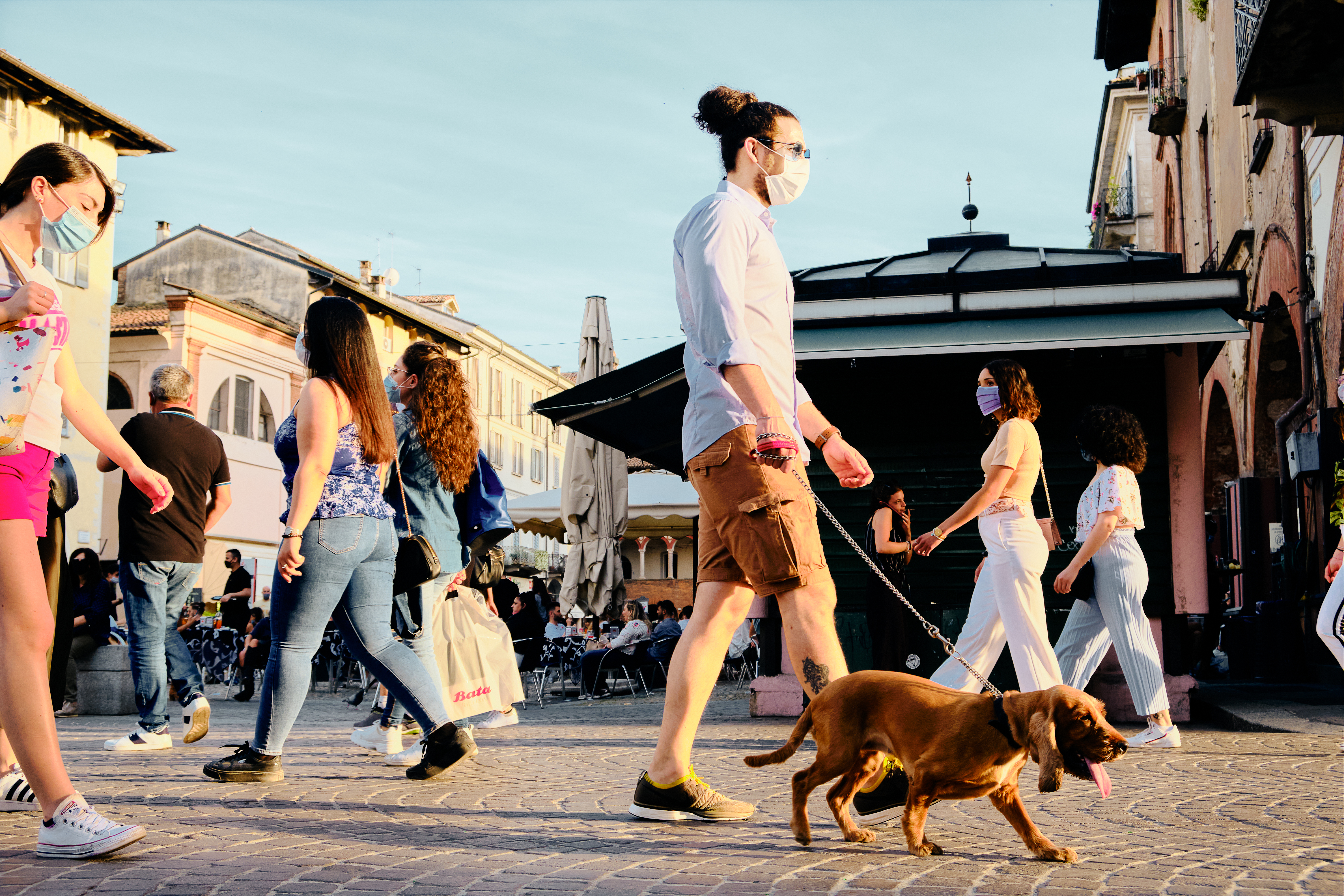
L'uso della mascherina all'aperto (Pavia, 23 maggio 2020).

La sera del 26 aprile 2020 il Presidente del Consiglio Giuseppe Conte annuncia un nuovo DPCM in vigore dal 4 maggio 2020, che prevede l'inizio della cosiddetta "fase 2", ovvero un graduale allentamento delle precedenti misure di contenimento, essendo la curva epidemica in fase di discesa. Il DPCM rende obbligatorio portare sempre con sé una mascherina, per indossarla in tutti i luoghi al chiuso diversi dalla propria abitazione, e in tutti i luoghi anche all'aperto nei quali non è possibile mantenere il distanziamento interpersonale.
Nelle prime due settimane il decreto ha aggiunto agli spostamenti consentiti anche le visite ai congiunti all'interno del territorio regionale (sempre però mantenendo la distanza di almeno un metro e con l'uso obbligatorio di mascherine e guanti), ha permesso l'apertura dei parchi pubblici, il servizio da asporto per le attività di ristorazione, la ripresa di diverse attività produttive con il commercio all'ingrosso, la riapertura di stabilimenti balneari e lo svolgimento di attività motorie a prescindere dalla lontananza dal proprio domicilio. Le celebrazioni religiose sono rimaste chiuse al pubblico, ad eccezione dei funerali, in cui è consentito un numero massimo di 15 partecipanti.
La provincia autonoma di Bolzano, l'8 maggio 2020, è stato il primo territorio in Italia a permettere la riapertura degli esercizi commerciali al dettaglio e, dall'11 maggio, quella dei musei e di attività quali bar, ristoranti, parrucchieri e centri estetici. Queste attività sono riprese in tutta Italia il 18 maggio, insieme alla riapertura di mostre e di luoghi culturali all'aperto, e delle celebrazioni religiose (con ingressi contingentati).
La ripresa delle attività didattiche in presenza è rimandata invece all'anno scolastico 2020-2021, anche se dal 4 maggio è possibile svolgere esami universitari in sede e vengono disposti la prova finale degli esami di maturità in presenza e, da remoto, gli esami di Scuola Secondaria di Primo Grado. L'ammissione alla classe successiva è possibile anche con più insufficienze, se colmate con appositi corsi di recupero, ma la bocciatura è comunque prevista per «studentesse e studenti con un quadro carente fin dal primo periodo scolastico».

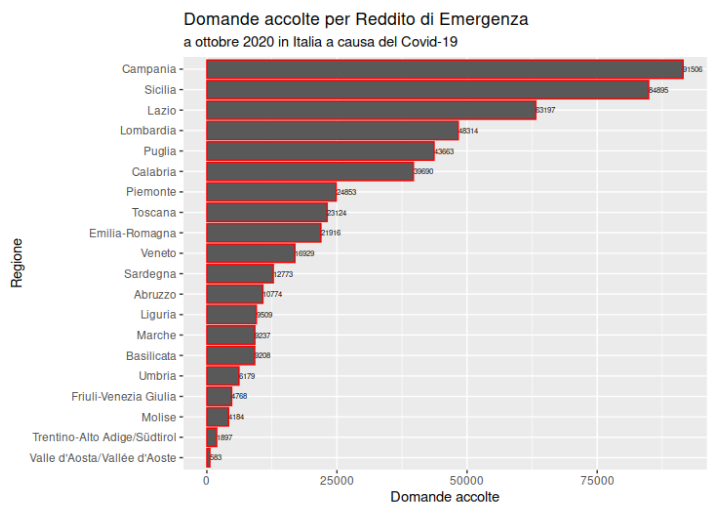
Domande accolte per il reddito di emergenza.

Il 19 maggio 2020 il Governo istituisce il Reddito di Emergenza, un sostegno economico a favore dei nuclei familiari in difficoltà a causa dell'emergenza epidemiologica.
Il 25 maggio vengono riaperte le palestre e riavviate alcune attività sportive, tranne in Lombardia, dove i centri sportivi hanno ripreso le loro attività a partire dal 1º giugno. Dal 3 giugno è stata permessa la libera circolazione fra regioni.
L'8 giugno parte in sperimentazione per quattro regioni (Abruzzo, Liguria, Marche e Puglia) Immuni, un'applicazione per cellulari, scaricabile su base volontaria, che avvisa l'utente se è stato a contatto con una persona infetta da Covid-19, qualora anche quest'ultima abbia utilizzato l'app. L'applicazione, sviluppata da Bending Spoons e messa a disposizione del Governo italiano, associa a ogni telefono un codice casuale (tutelando così la privacy del fruitore): attivando il bluetooth, i telefoni che si trovano vicini si scambiano i rispettivi codici. Chi risulta positivo al virus può quindi scegliere se condividere il proprio codice, avvisando in questo modo gli altri utenti, che tuttavia non conosceranno l'identità del paziente positivo né il luogo in cui è avvenuto l'incontro.
Dal 12 giugno possono riprendere eventi e competizioni sportive di interesse nazionale, ma a porte chiuse.

### Fase 3: convivenza con la COVID-19 (15 giugno - 7 ottobre 2020)

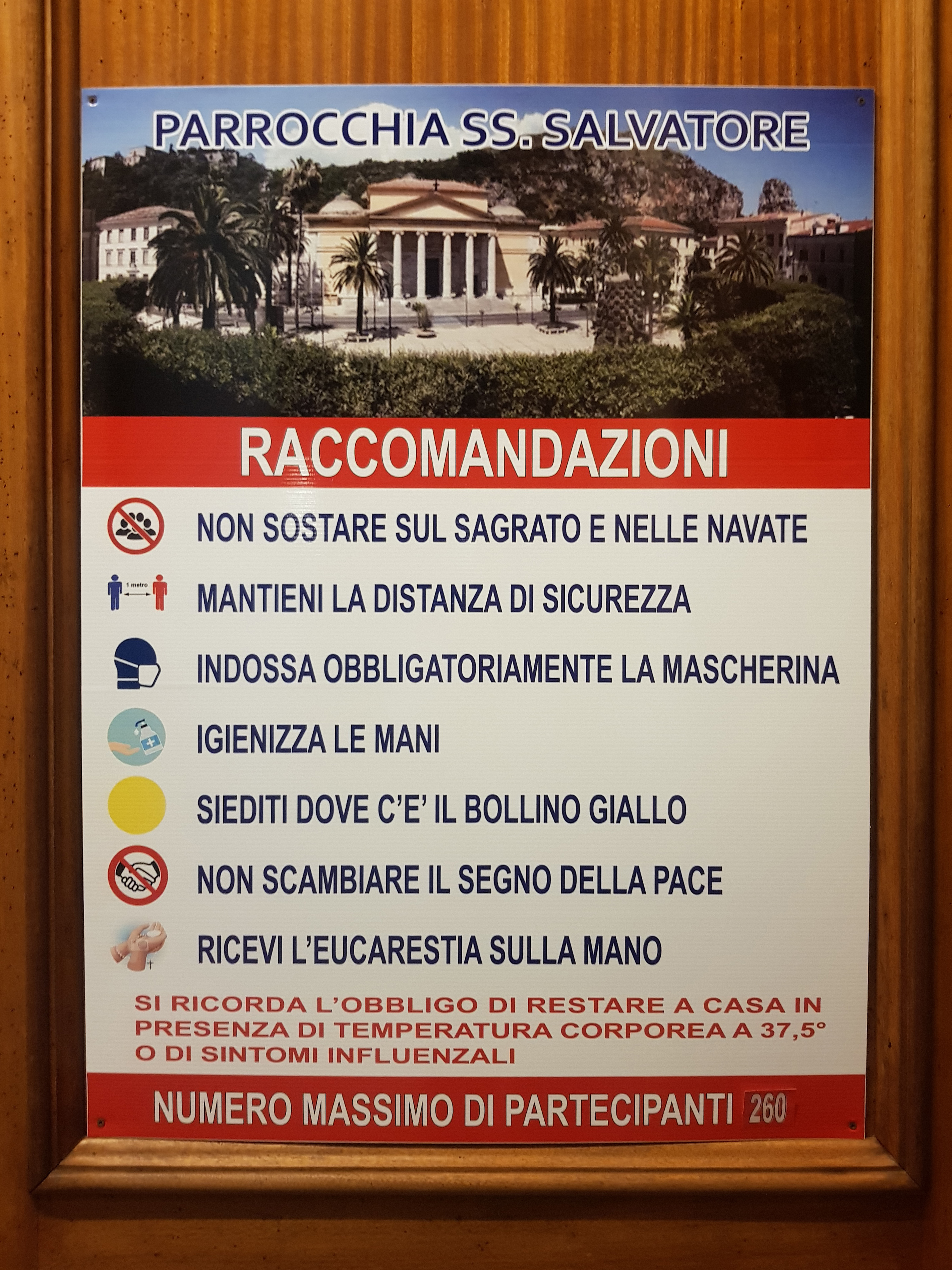
Regole anti-COVID affisse all'entrata della chiesa del Santissimo Salvatore di Terracina (LT) nel luglio 2020

L'11 giugno viene pubblicato un nuovo DPCM, in vigore dal 15 giugno al 14 luglio, che allenta ancora le misure di contenimento. Viene consentito l'accesso di minori a luoghi al chiuso e all'aperto destinati ad attività ludiche con la presenza di operatori; vengono riaperte le attività di sale giochi, sale scommesse e sale bingo; è permesso lo svolgimento di spettacoli aperti al pubblico presso teatri, cinema e sale da concerto, con un massimo di duecento spettatori al chiuso e di mille all'aperto, con posti pre-assegnati e distanziati di almeno un metro; vengono riaperti gli stabilimenti balneari, i centri benessere e termali, i centri culturali e sociali; lo svolgimento delle manifestazioni è consentito solo in forma statica. Per il trasporto aereo l'obbligo del distanziamento interpersonale di un metro è derogabile «nel caso in cui l'aria a bordo sia rinnovata ogni tre minuti, i flussi siano verticali e siano adottati i filtri EPE», mentre si aggiunge il divieto di imbarcare bagagli a mano di grandi dimensioni, «al fine di limitare al massimo gli spostamenti e i movimenti nell'ambito dello stesso aeromobile», e la richiesta di un'autodichiarazione che attesti di non aver avuto contatti stretti con persone affette da COVID-19.
Pur permanendo la sospensione delle attività didattiche in presenza, il nuovo decreto aggiunge, per le Università, la possibilità di riaprire le biblioteche e di svolgere, oltre agli esami, anche tirocini, attività seminariali, di ricerca, di laboratorio sperimentale e didattico, di esercitazioni. La possibilità di frequentare tali attività dev'essere tuttavia garantita anche da remoto. Le scuole invece possono mettere a disposizione le loro strutture per lo svolgimento di attività ludiche, ricreative ed educative, non scolastiche o formali, con l'ausilio di personale qualificato.
Il DPCM lascia libertà alle Regioni di allentare ulteriormente o restringere questi ultimi provvedimenti, nonché di posticiparli, in base alla situazione epidemiologica dei propri territori. L'apertura delle discoteche e delle sale da ballo è ad esempio prevista solo in alcune regioni: dal 12 giugno in Campania (con divieto di ballo); dal 13 giugno in Toscana (solo all'aperto); dal 15 giugno in Puglia e in Sicilia; dal 19 giugno in Veneto, in Emilia-Romagna (solo all'aperto), in Liguria, in Friuli-Venezia Giulia e in Calabria; dal 1º luglio in Lazio. Così anche lo svolgimento di fiere, congressi e cerimonie è vietato, salvo disposizioni delle singole regioni, fino al 14 luglio; possono difatti svolgersi in Toscana dal 13 giugno; in Lazio, in Puglia, in Umbria, in Friuli-Venezia Giulia e in Sicilia dal 15 giugno; in Liguria dal 16 giugno; in Veneto, in Emilia-Romagna e in Calabria dal 19 giugno.
Dal 15 giugno l'utilizzo dell'app Immuni è possibile su tutto il territorio italiano. Dal 25 giugno è inoltre consentito lo svolgimento degli sport di contatto.
Dal 9 luglio 2020, per ordinanza firmata dal Ministro della Salute Roberto Speranza viene bloccato l'ingresso e il transito da 13 paesi considerati a rischio, con la sospensione dei relativi voli diretti e indiretti: i Paesi sono Armenia, Bahrein, Bangladesh, Bosnia Erzegovina, Brasile, Cile, Kuwait, Macedonia del Nord, Moldavia, Oman, Panama, Perù, Repubblica Dominicana.
Il 16 luglio 2020 vengono aggiunti alla lista Serbia, Montenegro e Kosovo, e dal 13 agosto la Colombia.
A causa dell'aumento dei contagi in territorio italiano, il 16 agosto viene firmata un'ordinanza del Ministro della Salute che ordina, a partire dal giorno seguente e fino al 7 settembre (poi con proroga fino al 7 ottobre), la chiusura delle discoteche e delle sale da ballo, e che rende obbligatorio dalle ore 18.00 alle 6.00 l'uso delle mascherine anche in spazi pubblici (come piazze, slarghi o vie). A differenza del precedente decreto che lasciava libertà alle regioni in tema di sale da ballo, quest'ultimo non permette deroghe con ordinanze regionali.
Dal settembre 2020, con l'apertura del nuovo anno scolastico, riprendono le attività didattiche in presenza nelle scuole. Per contenere il rischio di contagio, il personale scolastico può sottoporsi a un test sierologico. Per gli studenti fino ai 12 anni l'uso della mascherina chirurgica è condizionato alla situazione epidemiologica locale, mentre è obbligatorio dai 12 anni in poi, e non è comunque previsto in tutti i contesti di condizione statica, con il rispetto della distanza di almeno un metro e l'assenza di situazioni che prevedano la possibilità di aerosolizzazione. Gli istituti scolastici devono redigere una programmazione didattica alternativa per eventuali lezioni da remoto, in caso di chiusure temporanee o di quarantena episodica. Alle scuole che ne facciano richiesta vengono inoltre forniti dei nuovi banchi monoposto.
Il 6 settembre 2020 viene firmato un nuovo DPCM, in vigore dal giorno seguente e fino al 30 settembre, che proroga le precedenti misure di contenimento, permettendo d'altra parte l'ingresso nel territorio nazionale a coloro che, provenendo al di fuori dell'area Schengen, devono ricongiungersi a una persona con cui si ha «una stabile relazione affettiva, anche se non convivente» (e non solo, come prima, per esigenze lavorative, di salute o di studio, o per rientro presso il proprio domicilio). Il DPCM fissa inoltre la capienza limite dei mezzi pubblici all'80%, ad eccezione degli scuolabus, che possono raggiungere la capienza massima a condizione che «la permanenza degli alunni nel mezzo non sia superiore ai 15 minuti».
Il 2 ottobre 2020 parte dal Governo una campagna di sensibilizzazione per promuovere la diffusione dell'app Immuni, a cui aderiscono tutte le testate giornalistiche italiane, pubbliche e private. L'applicazione, che il 1º ottobre 2020 contava 6 679 118 download, ne raggiunge 8 316 353 il 10 ottobre, con un aumento del 24,5% e una media nazionale di copertura del 15,7%.

## Ottobre 2020 - Marzo 2021

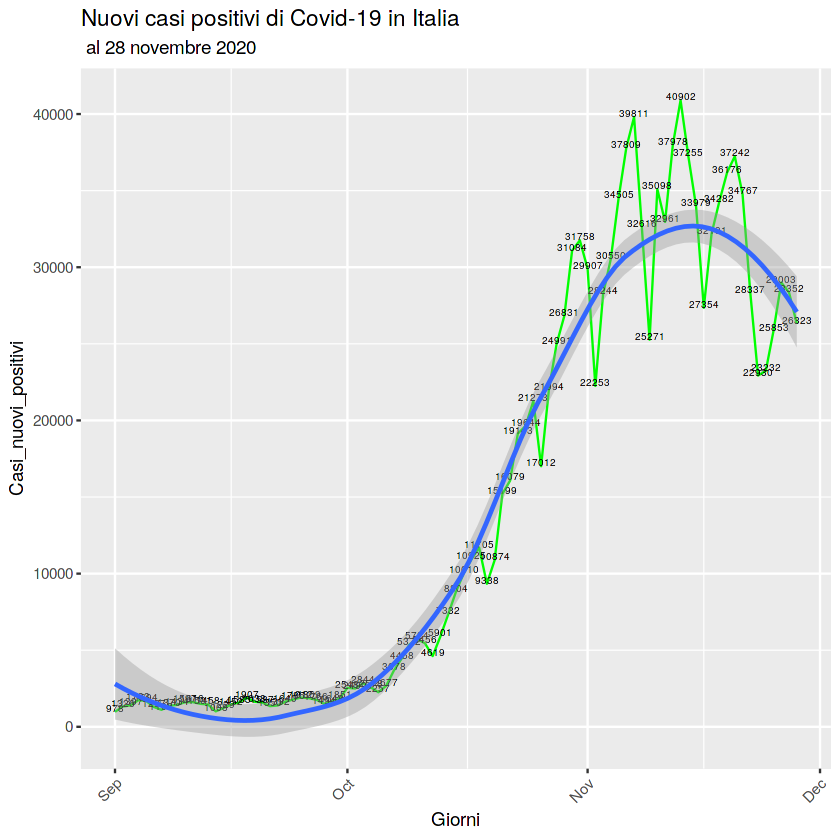
Curva del contagio durante la seconda ondata.

### 8 ottobre - 5 novembre 2020: nuove misure restrittive
In seguito alla risalita della curva dei contagi, che il 7 ottobre 2020 raggiunge i 3 678 nuovi positivi,, il Presidente del Consiglio Giuseppe Conte annuncia la sera stessa un nuovo decreto-legge, in vigore dall'8 ottobre, che conferma le precedenti misure di contenimento e proroga inoltre lo stato di emergenza fino al 31 gennaio 2021.
L'uso delle mascherine viene inoltre reso obbligatorio sia in luoghi all'aperto che al chiuso, fatta eccezione per le abitazioni private e per le circostanze in cui sia garantito un isolamento continuativo rispetto a persone non conviventi; sono esenti dall'obbligo i soggetti che stanno svolgendo attività sportiva, i bambini di età inferiore ai sei anni e i soggetti con patologie o disabilità incompatibili con l'uso della mascherina. Le Regioni possono adottare soltanto misure più restrittive rispetto a quelle nazionali e non di allentamento.
Un nuovo DPCM, in vigore dal 13 ottobre 2020, raccomanda inoltre il rispetto delle misure di sicurezza anche nelle abitazioni private in presenza di persone non conviventi, e altresì raccomanda fortemente di evitare feste e di non ospitare più di 6 persone non conviventi nella propria abitazione. Tale decreto introduce delle misure più restrittive rispetto alle precedenti: ribadisce il divieto di assembramento all'aperto e al chiuso; consente lo svolgimento delle manifestazioni pubbliche solo in forma statica; fissa a 1 000 all'aperto e a 200 al chiuso il numero di spettatori per eventi e competizioni sportivi riconosciuti a livello nazionale e internazionale, e per spettacoli teatrali, concerti e proiezioni cinematografiche; vieta gli sport di contatto di carattere amatoriale (come il calcetto); fissa a 30 il numero massimo di partecipanti per feste conseguenti a cerimonie civili o religiose; sospende i viaggi d'istruzione, scambi e gemellaggi, visite guidate e uscite scolastiche; limita l'accesso di parenti e visitatori a strutture di ospitalità come le RSA; consente la frequentazione dei servizi di ristorazione solo fino alle 21.00 senza consumazione al tavolo, e fino alle 24.00 con consumazione al tavolo; incentiva il lavoro agile, le ferie e i congedi retribuiti.
Il 18 ottobre 2020 il premier Conte firma un DPCM con cui si consente ai sindaci di disporre la chiusura di strade e piazze nei centri urbani, ove si possano creare situazioni di assembramento, dopo le ore 21.00; sono vietate attività convegnistiche o congressuali, e sagre e fiere di comunità che non siano di interesse nazionale o internazionale; viene consentito alle scuole superiori di organizzare attività di didattica a distanza, complementari a quelle in presenza, e alle Università di organizzare le proprie attività in base alla situazione epidemiologica del territorio.
A partire dal 22 ottobre 2020 la Regione Lombardia impone un coprifuoco dalle ore 23.00 alle 5.00 del mattino successivo, per cui è vietato spostarsi se non per situazioni di necessità, motivi di lavoro o di salute; gli stessi provvedimenti vengono altresì adottati, a partire dal 23 ottobre, anche dalla Regione Campania (coprifuoco dalle 23.00 alle 5.00) e dalla Regione Lazio (coprifuoco dalle 24.00 alle 5.00); a partire dal 25 ottobre dalla Regione Sicilia (coprifuoco dalle 23.00 alle 5.00); a partire dal 26 ottobre dalla Regione Piemonte (coprifuoco dalle 23.00 alle 5.00).
La notte del 24 ottobre 2020 il presidente Conte firma un altro DPCM, in vigore dal 26 ottobre e fino al 24 novembre, che aggiunge alle misure già adottate la chiusura di palestre, piscine, centri natatori, centri benessere e termali; la chiusura alle ore 18.00 delle attività di ristorazione; la chiusura di sale teatrali, da concerto e cinematografiche, anche all'aperto; la chiusura di sale giochi, sale scommesse, sale bingo e casinò; il divieto di feste, anche conseguenti alle cerimonie civili e religiose; l'incremento della didattica digitale integrata per le scuole superiori e l'ingresso, alle scuole superiori, non prima delle 9.00 del mattino. Il decreto poi raccomanda fortemente di «non spostarsi, con mezzi di trasporto pubblici o privati, salvo che per esigenze lavorative, di studio, per motivi di salute, per situazioni di necessità, per svolgere attività o usufruire di servizi non sospesi».

### Dal 6 novembre: contenimento per scenari differenziati

#### Coprifuoco e istituzione delle zone gialle, arancioni e rosse (6 novembre - 20 dicembre 2020)

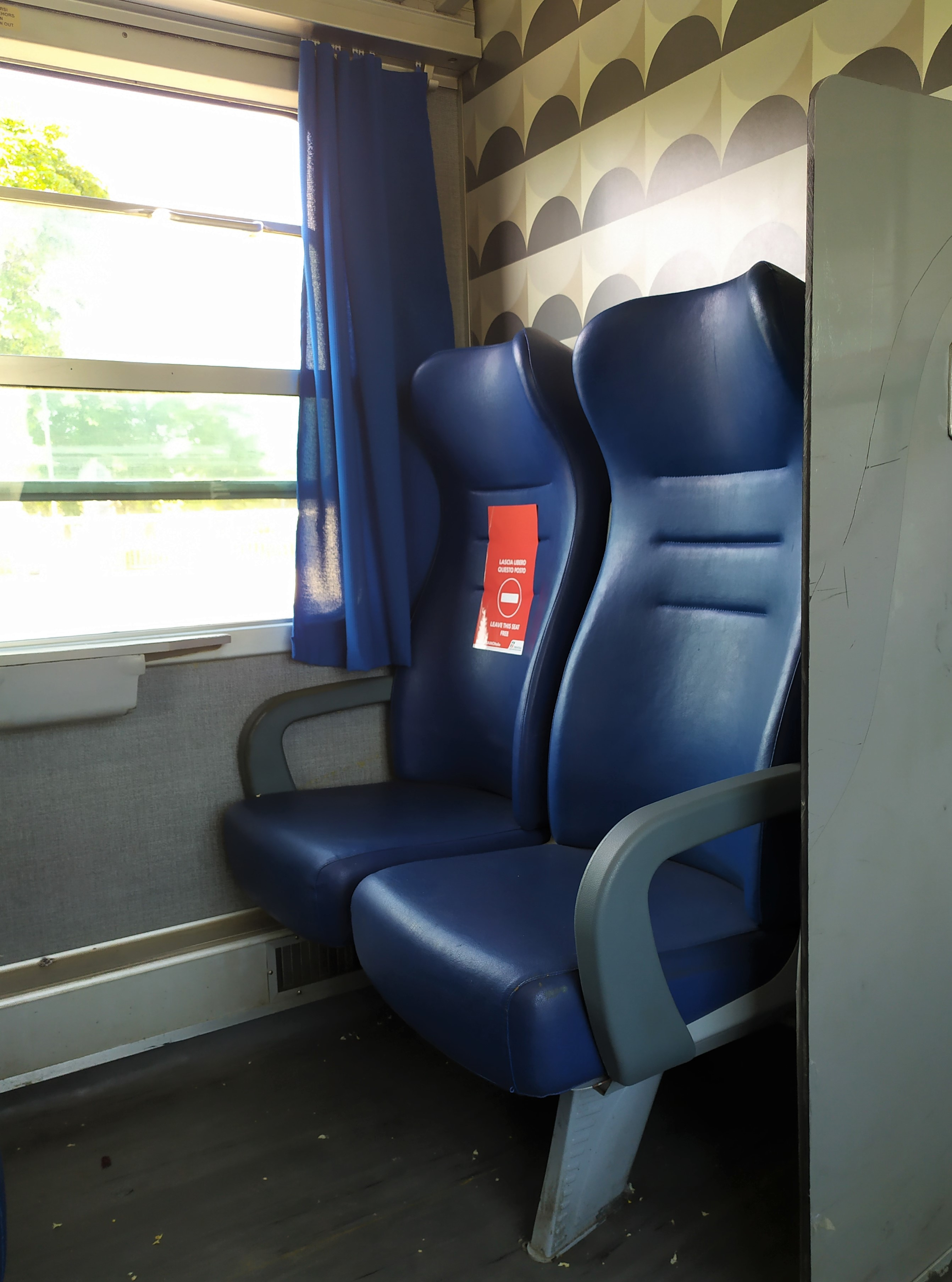
Segnalazione di distanziamento in un treno regionale

La sera del 3 novembre 2020 viene firmato il quarto DPCM della seconda ondata. Il decreto ministeriale, in vigore dal 6 novembre al 3 dicembre 2020, prevede un coprifuoco su tutto il territorio nazionale dalle ore 22.00 alle 5.00 del mattino successivo, con spostamenti consentiti in questa fascia oraria soltanto per esigenze lavorative o comprovati motivi di salute e necessità. Si ordina anche la chiusura al pubblico di mostre, musei e altri luoghi della cultura quali archivi e biblioteche, il ricorso alla didattica a distanza per la scuola secondaria di secondo grado, la sospensione dei concorsi pubblici e privati che non si svolgano in modalità telematica, la chiusura dei centri commerciali e delle medie e grandi strutture di vendita nei giorni festivi e prefestivi, la riduzione al 50% della capienza dei mezzi pubblici (escluso il trasporto scolastico), oltre alla sospensione di tutte le altre attività già previste nei precedenti decreti.
Il DPCM stabilisce inoltre misure più rigide per le Regioni avanzate allo "scenario 3" e allo "scenario 4", individuate come tali dal Comitato Tecnico-Scientifico. Tali misure vengono emanate con un'ordinanza del Ministro della Salute, d'intesa con il presidente della Regione interessata e il CTS, e devono avere una durata minima di 15 giorni.
Nelle Regioni (o parti di esse) avanzate allo "scenario 3", dette anche "zone arancioni", ovvero con valori di Rt «compresi tra Rt=1,25 e Rt=1,5 e in cui si riesca a limitare solo modestamente il potenziale di trasmissione» del virus «con misure di contenimento/mitigazione ordinarie e straordinarie», vale il coprifuoco dalle 22.00 alle 5.00, viene vietato ogni spostamento fuori dal Comune di residenza, se non per esigenze lavorative o comprovati motivi di salute o necessità, e vengono sospesi i servizi di ristorazione (consentito solo l'asporto fino alle 22.00, e la consegna a domicilio). Restano attive tutte le altre attività non menzionate (come i negozi e le scuole fino alla terza media), come per lo "scenario 2".
Nelle Regioni (o parti di esse) avanzate invece allo "scenario 4", dette anche "zone rosse" , con valori di Rt maggiori di 1,5, per cui è impossibile tracciare i nuovi casi e si verifica il sovraccarico dei servizi assistenziali, vale il divieto di spostamenti non comprovati anche all'interno del Comune di residenza, la sospensione dei servizi di ristorazione, la chiusura delle attività di commercio al dettaglio e i mercati, la didattica a distanza a partire dalla seconda media. Restano attivi i servizi alla persona, come parrucchieri e lavanderie, a eccezione degli estetisti.

#### Misure per le festività natalizie (21 dicembre 2020 - 15 gennaio 2021)
La sera del 2 dicembre 2020 viene approvato un nuovo decreto-legge, in vigore dal giorno seguente, che permette la possibilità di estendere la validità delle misure di contenimento per un periodo non più di trenta, ma di cinquanta giorni. Per contenere la diffusione del contagio durante le festività natalizie, lo stesso decreto vieta ogni spostamento in entrata o uscita dalle Regioni o dalle Province Autonome (a qualsiasi scenario esse appartengano) a partire dal 21 dicembre 2020 e fino al 6 gennaio 2021, e ogni spostamento al di fuori del proprio comune di domicilio nelle giornate del 25 e 26 dicembre 2020 e del 1º gennaio 2021.
La sera del 3 dicembre 2020 il Presidente del Consiglio Giuseppe Conte annuncia il nuovo DPCM, in vigore dal 4 dicembre 2020 al 15 gennaio 2021, che conferma la classificazione in tre fasce di rischio per le Regioni e le Province Autonome, così come le precedenti misure di contenimento. Il decreto introduce inoltre un coprifuoco dalle 22.00 del 31 dicembre alle 7.00 del 1º gennaio. Gli esercizi commerciali possono prolungare invece la loro attività fino alle ore 21.00. Per quanto riguarda i servizi di ristorazione, il consumo al tavolo è consentito solo fino alle 18.00 e per un massimo di quattro persone per tavolo, se non sono tutte conviventi, mentre la notte del 31 dicembre la ristorazione negli alberghi può avvenire solo con servizio in camera. La frequenza delle lezioni per scuole medie e superiori, infine, è prevista in modalità mista a partire dal 7 gennaio 2021, con almeno il 75% degli studenti frequentanti in presenza.
La sera del 18 dicembre 2020 viene approvato il decreto-legge n. 172 con cui si applicano all'intero territorio nazionale le misure di contenimento previste per la zona rossa nei giorni festivi e prefestivi (24, 25, 26, 27, 31 dicembre, 1, 2, 3, 5, 6 gennaio) e le misure della zona arancione nei giorni del 28, 29, 30 dicembre e 4 gennaio. Durante i giorni festivi e prefestivi sono comunque consentiti gli spostamenti verso le abitazioni private, ma una sola volta al giorno, nei limiti di due persone e fra le ore 5.00 e 22.00. Le uniche deroghe, durante la zona arancione, sono previste per i Comuni con una popolazione al di sotto di 5 000 abitanti, dai quali ci si può spostare entro un raggio di 30 km senza però raggiungere i capoluoghi di provincia.
Con il decreto-legge n.1 del 5 gennaio 2021 vengono prorogate le medesime misure di contenimento, con limiti agli spostamenti tra le Regioni fino al 15 gennaio e con l'istituzione di una zona gialla nazionale nei giorni feriali (7, 8 e 11-15 gennaio) - ad esclusione delle Regioni indicate zona arancione dal Ministero della Salute - e di una zona arancione nazionale nei giorni prefestivi e festivi (9, 10 gennaio). Lo stesso decreto abbassa i criteri per la classificazione in uno scenario: una Regione può infatti rientrare in zona arancione con Rt=1 e in zona rossa con Rt=1,25 (e non più >1,5). Infine, la ripresa delle attività didattiche in presenza per le scuole superiori, inizialmente prevista per il 7 gennaio 2021 secondo un'ordinanza del 24 dicembre 2020, viene rimandata all'11 gennaio, con frequenza al 50% in presenza.

#### Istituzione delle zone bianche (16 gennaio - 5 marzo 2021)
La sera del 13 gennaio 2021 il governo approva il decreto-legge n. 2 che proroga lo stato di emergenza al 30 aprile 2021, e che proroga fino al 15 febbraio il divieto di spostamento tra Regioni. Lo stesso decreto, fino al 5 marzo, consente inoltre gli spostamenti verso un'altra abitazione privata solo una volta al giorno, per un massimo di due persone non conviventi e nei limiti del coprifuoco. Lo spostamento può avvenire verso altri comuni, in zona gialla o arancione, o soltanto all'interno dello stesso comune in zona rossa. Resta comunque possibile spostarsi da comuni non superiori a 5 000 abitanti entro un raggio di 30 km, ma non verso i capoluoghi di provincia.
Il decreto istituisce infine una "zona bianca" per quelle Regioni o aree che rientrano nello "scenario 1" della pandemia, ovvero in cui per tre settimane consecutive si registrino meno di 50 casi positivi ogni 100 000 abitanti. In queste aree non si applicano le misure restrittive previste dai DPCM per le zone gialle, arancioni e rosse, ma le attività si svolgono secondo specifici protocolli.
Con il DPCM del 14 gennaio 2021, in vigore dal 16 gennaio al 5 marzo 2021, si dispone la riapertura dei musei dal lunedì al venerdì per le aree bianche e gialle, e si dispone la didattica in presenza per le scuole superiori almeno al 50% e fino a un massimo del 75% tranne nelle aree rosse. Il servizio di asporto per i bar e i negozi al dettaglio di bevande viene limitato fino alle ore 18.00. Il divieto di spostamento tra Regioni viene ulteriormente prorogato fino al 25 febbraio con il decreto-legge n. 12, poi fino al 27 marzo con il decreto-legge n. 15.

## Marzo 2021 - Marzo 2022

### Inasprimento delle misure di contenimento (6 marzo - 25 aprile 2021)
Con il DPCM del 2 marzo 2021, in vigore dal 6 marzo al 6 aprile 2021, poi prorogato fino al 30 aprile, il nuovo Presidente del Consiglio Mario Draghi conferma le precedenti misure di contenimento e proroga ancora una volta il divieto di spostamento tra Regioni. Il DPCM introduce inoltre, nei territori in zona rossa, la chiusura dei parrucchieri e il divieto di spostamento per visite ad abitazioni private e per raggiungere le seconde case. Viene disposta, dal 27 marzo 2021, la riapertura dei cinema e dei teatri in zona bianca e in zona gialla (tuttavia abrogata poi con il dl n.30), previa prenotazione online. Si dispone inoltre la chiusura delle scuole di ogni ordine e grado nelle zone rosse e nei territori ove si registrino, per almeno una settimana, più di 250 contagi su 100.000 abitanti.
Con il decreto-legge n. 30 del 13 marzo, viene abrogata a partire dal 15 marzo la zona gialla e le Regioni precedentemente in essa passano alla zona arancione; in vista delle festività pasquali viene inoltre istituita una zona rossa nazionale (a eccezione delle zone già bianche) per il 3, 4 e 5 aprile.

### Allentamento delle misure di contenimento (26 aprile - 5 agosto 2021)

Le poltrone del Cinema Teatro Verdi di San Vincenzo — comune sito nella provincia labronica — segnate con un adesivo dove non è consentito sedersi, al fine di mantenere distanziamento fisico.

Con il decreto-legge n. 52 del 22 aprile 2021, in vigore dal 23 aprile, vengono ripristinate le zone gialle e lo stato di emergenza viene prorogato fino al 31 luglio 2021. Vengono inoltre confermati il coprifuoco dalle 22:00 alle 5:00 e gran parte delle misure di contenimento previste per le zone arancioni e rosse.

#### La certificazione verde COVID-19
I DL n. 52 e n. 65 istituiscono una certificazione verde COVID-19, in formato cartaceo o digitale, disponibile per quattro categorie:
- coloro che hanno completato la vaccinazione anti-SARS-CoV-2. In questo caso la certificazione ha validità di 9 mesi ed è rilasciata dalla struttura sanitaria che ha effettuato la vaccinazione;
- coloro che hanno ricevuto la prima dose di vaccino anti-SARS-CoV-2. In questo caso la certificazione ha validità dal quindicesimo giorno successivo alla somministrazione fino alla data prevista per il completamento del ciclo vaccinale;
- coloro che sono guariti da COVID-19. In questo caso la certificazione ha validità di 6 mesi, ed è rilasciata dalla struttura presso la quale è avvenuto il ricovero o, per i pazienti non ricoverati, dai medici di medicina generale e dai pediatri di libera scelta;
- coloro che hanno effettuato un test antigenico rapido o molecolare con esito negativo al virus SARS-CoV-2. In questo caso la certificazione ha validità di 48 ore (per il rapido) o di 72 (per il molecolare) ed è rilasciata, in seguito all'esecuzione del test, dalle strutture autorizzate o accreditate, dalle farmacie che svolgono i test, nonché dai medici di medicina generale e dai pediatri di libera scelta.

#### Il calendario delle riaperture
Il decreto-legge del 22 aprile organizza inoltre un calendario di graduale allentamento delle misure di contenimento, riguardante soprattutto le zone gialle.
- Dal 26 aprile al 15 giugno 2021 gli spostamenti nei territori in zona arancione (fuori dal Comune) e in zona rossa sono consentiti a chi sia munito di Certificazione verde COVID-19, oltreché per comprovate esigenze lavorative, per motivi di salute e per situazioni di necessità. Gli spostamenti in zona arancione (all'interno del Comune) e in zona gialla sono invece consentiti una sola volta al giorno, verso una sola abitazione, nel limite di quattro persone oltre a quelle conviventi e ai minorenni, ed entro l'orario del coprifuoco.
- Dal 26 aprile fino alla conclusione dell'anno scolastico, la didattica in presenza è garantita fino alla scuola secondaria di primo grado. Per la scuola secondaria di secondo grado, la frequenza in presenza delle lezioni è invece fissata al 50-75% in zona rossa, e al 70-100% in zona gialla e arancione. I corsi universitari devono svolgersi prioritariamente in presenza, ed essere garantiti in zona rossa almeno per gli studenti frequentanti il primo anno del corso di laurea.
- Dal 26 aprile, in zona gialla, le attività di ristorazione possono avvenire con consumazione al tavolo esclusivamente all'aperto, nei limiti del coprifuoco. In zona arancione e rossa, è consentito soltanto il servizio da asporto o a domicilio.
- Dal 26 aprile, in zona gialla, sono consentiti gli spettacoli aperti al pubblico (in sale teatrali, cinematografiche, da concerto e live-club) con posti a sedere pre-assegnati e distanziati di almeno un metro. La capienza consentita non può essere superiore al 50% di quella massima autorizzata, «e il numero massimo di spettatori non può comunque essere superiore a 1.000 per gli spettacoli all'aperto e a 500 per gli spettacoli in luoghi chiusi». In riferimento a particolari eventi, l'accesso può essere riservato anche soltanto ai soggetti in possesso delle certificazioni verdi COVID-19.
- Dal 26 aprile, in zona gialla, è consentito lo svolgimento delle attività sportive all'aperto, anche di squadra o di contatto (non è comunque possibile utilizzare gli spogliatoi).
- Dal 15 maggio, in zona gialla, si dispone la riapertura delle piscine all'aperto.
- Dal 1º giugno, in zona gialla, si dispone l'apertura al pubblico degli eventi e delle competizioni sportive di interesse nazionale, ma la capienza consentita non può essere superiore al 25% di quella massima autorizzata, «e, comunque, il numero massimo di spettatori non può essere superiore a 1.000 per impianti all'aperto e a 500 per impianti al chiuso». In riferimento a particolari eventi, l'accesso può essere riservato anche soltanto ai soggetti in possesso delle certificazioni verdi COVID-19.
- Dal 1º giugno, in zona gialla, le attività di ristorazione possono avvenire anche al chiuso.
- Dal 15 giugno, in zona gialla, è consentito lo svolgimento di fiere, convegni e congressi. In riferimento a particolari eventi, l'accesso può essere riservato anche soltanto ai soggetti in possesso delle certificazioni verdi COVID-19.

Con un nuovo decreto-legge approvato il 18 maggio 2021, l'orario del coprifuoco viene inoltre ridotto dalle 23.00 alle 5.00 a partire dal 19 maggio, e dalle 24.00 alle 5.00 a partire dal 7 giugno. Viene infine abolito a partire dal 21 giugno. Alle precedenti riaperture, per le zone gialle il decreto-legge aggiunge inoltre:
- Dal 22 maggio la riapertura dei mercati, dei centri e parchi commerciali, e delle gallerie anche nei giorni festivi e prefestivi.
- Dal 22 maggio l'apertura degli impianti di risalita in montagna.
- Dal 24 maggio l'apertura delle palestre al chiuso (e non più dal 1º giugno secondo quanto previsto dal precedente decreto).
- Dal 1º giugno l'apertura al pubblico degli eventi e delle competizioni sportive all'aperto anche non di interesse nazionale (con le stesse regole per la capienza).
- Dal 15 giugno sono consentite le feste e i ricevimenti successivi a cerimonie civili o religiose tramite uso di certificazione verde COVID-19. A partire dallo stesso giorno si dispone l'apertura di centri termali, di parchi tematici e di divertimento (e non più dal 1º luglio secondo quanto previsto dal precedente decreto).
- Dal 28 giugno decade l’obbligo di mascherina all’aperto solo se viene rispettato il distanziamento interpersonale.
- Dal 1º luglio l'apertura delle piscine al chiuso e l'apertura al pubblico degli eventi e delle competizioni sportive al chiuso anche non di interesse nazionale (con le stesse regole per la capienza). A partire dallo stesso giorno si dispone l'apertura di sale giochi, sale scommesse, sale bingo e casinò; la ripresa dei corsi di formazione - pubblici e privati - in presenza[116]
- Dal 5 agosto gli stadi al chiuso sono al 35% e all’aperto al 50%.

### Obbligo di certificazione verde e nuovi parametri per gli scenari (6 agosto - 5 dicembre 2021)
Con il decreto-legge n. 105 del 23 luglio 2021 viene prorogato lo stato di emergenza fino al 31 dicembre 2021. Lo stesso decreto estende i contesti in cui, a partire dal 6 agosto, è obbligatorio essere muniti di certificazione verde COVID-19: servizi di ristorazione con consumo al tavolo al chiuso; spettacoli culturali; eventi e competizioni sportive; musei e altri luoghi di cultura; piscine, palestre, centri benessere, centri termali, parchi tematici e di divertimento; fiere, sagre, convegni e congressi; centri culturali, centri sociali e centri ricreativi; attività di sale gioco, sale scommesse, sale bingo e casinò; procedure concorsuali.
Con lo stesso decreto cambiano, infine, anche i parametri per la differenziazione delle Regioni in scenari epidemiologici: l'istituzione della zona gialla è possibile qualora il tasso di occupazione dei posti letto in terapia intensiva per pazienti affetti da COVID-19 sia superiore al 10%, e il tasso di occupazione in area medica superiore al 15%; l'istituzione della zona arancione con il tasso delle t.i. >20% e dell'area medica >30%; l'istituzione della zona rossa con il tasso delle t.i. >30% e dell'area medica >40%.
Con il decreto-legge n. 111 del 6 agosto 2021 la certificazione verde diventa obbligatoria, a partire dal 1º settembre, anche per il personale scolastico, per il personale e gli studenti universitari e per l'utilizzo di mezzi di trasporto a lunga percorrenza. Con il decreto-legge n. 127 del 21 settembre la certificazione è obbligatoria anche per i lavoratori appartenenti al comparto pubblico o dipendenti da aziende del settore privato.
Con il decreto-legge n. 139 dell'8 ottobre 2021 torna al 100%, in zona bianca, la capienza dei teatri, dei cinema, delle sale da concerto e dei locali di intrattenimento e musica dal vivo; la capienza per eventi e competizioni sportive viene fissata al 75% all'aperto e al 60% al chiuso; la distanza interpersonale di un metro viene abolita nei musei. Lo stesso decreto permette la riapertura delle discoteche e delle sale da ballo (dopo quasi quattordici mesi di chiusura) con capienza al 50% al chiuso e al 75% all'aperto.

### Nuove restrizioni e green pass vaccinale (6 dicembre 2021 - 31 marzo 2022)
Il decreto-legge n. 172 del 26 novembre 2021 prevede, a partire dal 15 dicembre, l'obbligo di una dose di richiamo per il personale sanitario, scolastico, forze dell'ordine e per altre categorie di lavoratori, da effettuarsi cinque mesi dopo il ciclo vaccinale primario. Viene inoltre consentita la possibilità di effettuare il richiamo vaccinale per tutti i maggiorenni a partire dal 1º dicembre. Lo stesso decreto, per il periodo fra il 6 dicembre 2021 e il 15 gennaio 2022, differenzia la certificazione verde rilasciata a persone vaccinate o guarite (soprannominata "green pass rafforzato" o "super green pass") — valida per accedere a spettacoli, eventi sportivi, ristorazione al chiuso, feste, discoteche e cerimonie pubbliche — dalla certificazione verde seguente a tampone molecolare o rapido ("green pass base") — sufficiente solo per frequentare le restanti attività. La validità del green pass per persone vaccinate viene inoltre abbassata a 9 mesi (precedentemente 12). L’obbligo di Green Pass viene esteso a ulteriori settori: alberghi; spogliatoi per l’attività sportiva; servizi di trasporto ferroviario regionale e interregionale; servizi di trasporto pubblico locale. Infine, le restrizioni previste per le zone gialle e arancioni vengono applicate soltanto per i non vaccinati.
In seguito a un nuovo aumento di contagi, con il decreto-legge n. 221 del 24 dicembre 2021 si dispone, fino al 31 gennaio 2022, la chiusura di discoteche e sale da ballo, e il divieto di eventi, feste e concerti che implichino assembramenti in spazi all'aperto. Sempre fino al 31 gennaio, diventa obbligatorio l'uso delle mascherine all'aperto (anche in zona bianca) e, in particolare, l'uso delle maschere FFP2 nei mezzi di trasporto, nei teatri, nei cinema, nelle sale da concerto e negli eventi sportivi, al chiuso o all'aperto. Il Super Green Pass diventa obbligatorio, fino al 31 marzo 2022, anche per accedere a bar al chiuso, piscine, palestre, sport di squadra, musei, centri benessere e termali, centri culturali e sociali, parchi tematici e di divertimento, sale scommesse, bingo e casinò. La validità della certificazione verde per le persone vaccinate viene abbassata a 6 mesi (precedentemente 9), mentre il richiamo vaccinale viene anticipato a 4 mesi dal completamento del ciclo vaccinale primario. Lo stato di emergenza viene inoltre prorogato fino al 31 marzo 2022.
Con il decreto-legge n. 229 del 30 dicembre 2021 si dispone, dal 10 gennaio al 31 marzo 2022, l'uso del Super Green Pass anche per i servizi di ristorazione all'aperto; sagre, fiere, convegni e congressi; feste conseguenti alle cerimonie civili o religiose. Viene inoltre prorogato, sempre fino al 31 marzo, l'uso del Super Green Pass per gli altri luoghi già previsti dai precedenti decreti. Lo stesso decreto-legge modifica i tempi della quarantena precauzionale in seguito ad un contatto con un soggetto positivo alla COVID-19: 10 giorni — al termine dei quali effettuare un tampone rapido — per i non vaccinati, i vaccinati con una dose, i vaccinati con due dosi da meno di 14 giorni; 5 giorni — al termine dei quali effettuare un tampone rapido — per i vaccinati con due dosi da più di 120 giorni, asintomatici con greenpass ancora valido; nessuna quarantena per i vaccinati con due o tre dosi o guariti da meno di 120 giorni (il tampone è obbligatorio soltanto in caso di sintomi; per 10 giorni è obbligatorio indossare la mascherina FFP2).
Con il decreto-legge n. 1 del 7 gennaio 2022 viene applicato l'obbligo di vaccinazione, fino al 15 giugno, per i cittadini di 50 o più anni. L'uso del Green Pass Base viene esteso anche per accedere ai servizi alla persona (come estetisti e parrucchieri), a pubblici uffici, servizi postali, bancari e finanziari, e ad attività commerciali, ad eccezione dei servizi essenziali alla persona (come i supermercati).
Con l'ordinanza dell'8 febbraio 2022 del Ministero della Salute, a partire dall'11 febbraio decade l'obbligo di mascherina all'aperto; a partire dallo stesso giorno si dispone la riapertura delle sale da ballo.

## Aprile 2022 - Giugno 2024

### Fine dello stato di emergenza (1º aprile 2022 - 30 giugno 2024)
Il 31 marzo 2022 termina in Italia lo stato di emergenza, proclamato per la prima volta il 31 gennaio 2020 e da allora prorogato ogni sei mesi per permettere al Governo l'adozione di misure straordinarie contro la pandemia. Il decreto-legge 24 marzo 2022, n. 24, regola l'uscita graduale dall'emergenza sanitaria.
Il decreto, che entra in vigore a partire dal 1º aprile 2022, prevede che possano essere adottate fino al 31 dicembre 2022 delle ordinanze in linea con il «progressivo rientro nell’ordinario». Sempre dal 1º aprile e fino al 31 dicembre, viene istituita un’«Unità per il completamento della campagna vaccinale e per l'adozione di altre misure di contrasto alla pandemia» che assume le precedenti funzioni del Commissario straordinario per l’attuazione e il coordinamento delle misure sanitarie di contenimento e contrasto dell'emergenza epidemiologica COVID-19, incarico che era stato ricoperto dal generale Francesco Paolo Figliuolo.
Lo stesso decreto prevede che i contatti stretti di persone positive non si isolino più in quarantena, anche se non vaccinati, ma si pongano in autosorveglianza per dieci giorni, con l’obbligo di indossare una mascherina FFP2 in presenza di altre persone; resta l’obbligo di quarantena per le persone positive.
Le mascherine FFP2 restano obbligatorie fino al 30 aprile 2022 per accedere ai teatri, ai cinema e ai mezzi di trasporto (aerei, navi e traghetti, treni, autobus, trasporto pubblico locale e scolastico), e resta l’obbligo di indossare fino al 30 aprile una mascherina, anche chirurgica, in tutti gli altri luoghi chiusi aperti al pubblico.
L’obbligo di green pass base (o rafforzato) permane fino al 30 aprile per accedere a bar, ristoranti, eventi sportivi all’aperto, aerei, treni e navi; il green pass rafforzato resta invece obbligatorio, fino al 30 aprile, per le feste in bar e ristoranti, per cinema, teatri e concerti, palestre e piscine, sale da ballo, eventi sportivi al chiuso, e, fino al 31 dicembre, per accedere come visitatori agli ospedali e alle RSA. Decade invece l’obbligo di certificazione verde per i negozi e gli uffici pubblici, i musei, i parchi archeologici, le mostre, le biblioteche, gli alberghi e le strutture ricettive, i mezzi di trasporto pubblici locali. Sempre dal 1º aprile, decadono i limiti di capienza per le strutture.
Resta, fino al 31 dicembre 2022, l’obbligo di vaccinazione per gli operatori sanitari ed impiegati in strutture residenziali, socio-assistenziali e socio-sanitarie, nonché per il personale scolastico e universitario, e per le forze di sicurezza e difesa. Fino al 30 aprile 2022, inoltre, rimane obbligatorio il green pass base (o rafforzato) per i lavoratori; decade l’obbligo di green pass rafforzato per i lavoratori over 50. La vaccinazione resta comunque obbligatoria per le persone di 50 o più anni fino al 15 giugno.
La possibilità di ricorrere al lavoro agile nel settore privato viene prorogata al 30 giugno 2022.
Per le scuole, viene garantita la didattica in presenza, con l’obbligo di una mascherina anche chirurgica; in caso di quattro o più casi di positività all’interno della classe, subentra l’obbligo di indossare una mascherina FFP2 per dieci giorni e di effettuare un test rapido o molecolare in caso di sintomi.
Con la cessazione dello stato di emergenza, infine, a partire dal 1º aprile non viene più applicata la classificazione delle regioni italiane in diversi scenari di rischio, comunemente noti come "zona bianca", "gialla", "arancione" e "rossa"; decade il distanziamento sociale, con il ritorno alla capienza piena in tutti i luoghi al chiuso e all'aperto.
A partire dal 1º maggio 2022 decade l'obbligo di indossare le mascherine FFP2. Esso viene prorogato fino al 15 giugno soltanto per i mezzi di trasporto pubblico locale, per gli spettacoli al chiuso in teatri, cinema e sale da concerto, e per gli eventi sportivi al chiuso, oltreché per le strutture sanitarie, socio-sanitarie e socio-assistenziali. L'uso della mascherina, anche chirurgica, resta obbligatorio nelle scuole fino alla fine dell'anno scolastico. Per i lavoratori del settore privato l'uso della mascherina viene regolato dai singoli protocolli tra sindacati e aziende fino al 15 giugno 2022, mentre nel settore pubblico resta la semplice raccomandazione, e non l'obbligo, di proteggersi in caso di spazi condivisi con altri lavoratori o di contatto con il pubblico. A partire dal 16 giugno, e fino al 30 settembre, l'obbligo di mascherina resta in vigore soltanto per i mezzi di trasporto e per le strutture sanitarie, socio-sanitarie e socio-assistenziali.
Dopo il 30 settembre non resta più in vigore l’obbligo della mascherina nei mezzi di trasporto e rimane solo per le strutture sanitarie, socio-sanitarie e socio-assistenziali; ad eccezione di questa norma, e dell'obbligo di vaccinazione per medici, insegnanti e forze dell'ordine (fino al 31 dicembre), tutte le altre misure restrittive contro il contagio risultano ormai decadute.
Le uniche misure anti-contagio ancora in vigore nei primi mesi del 2023 sono l’isolamento di cinque giorni per i soggetti contagiati, al termine dei quali sarà consentito uscire dall'isolamento anche senza l'obbligo di tampone molecolare o antigenico negativo purché senza sintomi da due giorni e previo l'uso di mascherine FFP2 e l'obbligo di mascherine in tutte le strutture sanitarie fino al 30 aprile 2023.
Dal 1º maggio 2023 decade l'obbligo generalizzato di indossare la mascherina anche per le strutture sanitarie, socio-sanitarie e socio-assistenziali, restando solamente in vigore fino al 31 dicembre 2023 nei reparti con pazienti fragili e nei reparti di cure intensive: ospedali (limitatamente ai reparti di malattie infettive, terapie intensive e pronto soccorso), ed RSA.
Il 5 maggio 2023, l'Organizzazione mondiale della sanità dichiara ufficialmente la fine della pandemia. Da quel momento in poi, l’unica misura ancora in vigore resta l’isolamento domiciliare per i soggetti positivi fino al quinto giorno dal contagio.
Dal 7 agosto 2023 decade l'obbligo di isolamento dei soggetti positivi alla COVID-19.
Il 29 dicembre 2023, viene prorogato (fino al 30 giugno 2024) l'obbligo di indossare la mascherina nei reparti con pazienti fragili e nei reparti di cure intensive: ospedali (limitatamente ai reparti di malattie infettive, terapie intensive e pronto soccorso), ed RSA.
Dal 1º luglio 2024 decade l'obbligo di indossare la mascherina nei reparti con pazienti fragili e nei reparti di cure intensive: ospedali (limitatamente ai reparti di malattie infettive, terapie intensive e pronto soccorso), ed RSA. Da questa data in poi, con la cessazione dell’ultima misura ancora in vigore, l'Italia torna alla “normalità” precedente alla pandemia.

## Gli scenari di rischio

### Cronologia
|                                                                      | | Scenario 1 (zona bianca) | Scenario 2 (zona gialla) | Scenario 3 (zona arancione) | Scenario 4 (zona rossa) |
| -------------------------------------------------------------------- | --- | --- | --- | --- | --- |
| Indice RT (6 novembre 2020 - 17 maggio 2021)                         | Indice RT (6 novembre 2020 - 17 maggio 2021)                                                                                | Rt<0,5 | Rt≥0,5 (precedentemente da ≤1,25) | Rt>1 (precedentemente >1,25) | Rt>1,25 (precedentemente >1,5) |
| Incidenza settimanale contagi (6 novembre 2020 - 31 marzo 2022)      | Incidenza settimanale contagi (6 novembre 2020 - 31 marzo 2022)                                                             | <50 casi × 100 000 abitanti | ≥50 casi x 100 000 abitanti (precedentemente <150 casi × 100 000 abitanti) | ≥150 casi × 100 000 abitanti | ≥150 casi × 100 000 abitanti (precedentemente >250 casi × 100 000 abitanti) |
| Classificazione rischio pandemico (6 novembre 2020 - 17 maggio 2021) | Classificazione rischio pandemico (6 novembre 2020 - 17 maggio 2021)                                                        | "Basso" | "Basso" o "Basso con probabilità di progressione a moderato" | "Moderato" o "Moderato con probabilità di progressione ad alto" | "Alto" |
| Ricoveri in ospedale (23 luglio 2021 - 31 marzo 2022)                | Ricoveri in ospedale (23 luglio 2021 - 31 marzo 2022)                                                                       | terapia intensiva ≤10% area medica ≤15% | terapia intensiva >10% area medica >15% | terapia intensiva >20% area medica >30% | terapia intensiva >30% area medica >40% |
| Problematiche                                                        | Problematiche | focolai individuabili e confinabili | capacità di limitare la crescita dei casi | rapida crescita dei casi | crescita esponenziale dei casi |
| Problematiche                                                        | Problematiche | focolai individuabili e confinabili | relative difficoltà nel tracciamento dei casi | difficoltà nel tracciamento dei casi | tracciamento dei casi insufficiente |
| Problematiche                                                        | Problematiche | focolai individuabili e confinabili | | primi segnali di sovraccarico degli ospedali | sovraccarico degli ospedali |
| Misure restrittive                                                   | DPCM 03/11/2020 DPCM 03/12/2020 DPCM 14/01/2021 DPCM 02/03/2021 DL 13/03/2021 n. 30 DL 01/04/2021 n. 44 DL 22/04/2021 n. 52 | - Obbligo di mascherina - Distanziamento fisico - Zone rosse locali - Sospensione di attività più a rischio - Musei chiusi nel fine settimana | - Coprifuoco - Chiusura dei servizi di ristorazione alle 18.00 - Centri commerciali chiusi nel fine settimana - DaD per le scuole superiori - Chiusura di cinema e teatri - Chiusura dei musei nel fine settimana - Chiusura di centri e circoli sportivi - Chiusura di sale scommesse - Divieto di convegni, sagre e fiere                                                           | - Coprifuoco - Divieto di spostamento fuori dal Comune - Chiusura dei servizi di ristorazione - Chiusura di cinema, teatri e musei - DaD per le scuole superiori - Centri commerciali chiusi nel fine settimana - Chiusura di centri e circoli sportivi - Chiusura di sale scommesse - Divieto di convegni, congressi e fiere                                                                  | - Coprifuoco dalle 22.00 alle 5.00 - Divieto di circolazione non giustificata - Chiusura dei servizi di ristorazione - Chiusura di negozi e mercati al dettaglio - DaD dalla seconda media - Chiusura di parrucchieri ed estetisti - Chiusura di cinema, teatri e musei - Chiusura di centri e circoli sportivi - Chiusura di sale scommesse - Divieto di convegni, congressi e fiere |
| Misure restrittive                                                   | DL 18/05/2021 n. 65 | - Obbligo di mascherina - Distanziamento fisico - Zone rosse locali - Sospensione di attività più a rischio - Musei chiusi nel fine settimana | - DaD al 35-60% per scuole superiori - Coprifuoco - Graduali riaperture tra maggio e luglio | - Coprifuoco - Divieto di spostamento fuori dal Comune - Chiusura dei servizi di ristorazione - Chiusura di cinema, teatri e musei - DaD per le scuole superiori - Centri commerciali chiusi nel fine settimana - Chiusura di centri e circoli sportivi - Chiusura di sale scommesse - Divieto di convegni, congressi e fiere                                                                  | - Coprifuoco dalle 22.00 alle 5.00 - Divieto di circolazione non giustificata - Chiusura dei servizi di ristorazione - Chiusura di negozi e mercati al dettaglio - DaD dalla seconda media - Chiusura di parrucchieri ed estetisti - Chiusura di cinema, teatri e musei - Chiusura di centri e circoli sportivi - Chiusura di sale scommesse - Divieto di convegni, congressi e fiere |
| Misure restrittive                                                   | DL 26/11/2021 n. 172 DL 24/12/2021 n. 221 DL 30/12/2021 n. 229 DL 07/01/2022 n. 1                                           | - Green Pass Rafforzato per diverse attività pubbliche - Green Pass Base per servizi alla persona - Green Pass Base per attività commerciali - Green Pass Base per pubblici uffici - Green Pass Base per servizi bancari, postali e finanziari - Obbligo di mascherina all'aperto - Obbligo di mascherina FFP2 per attività al chiuso | - Green Pass Rafforzato per diverse attività pubbliche - Green Pass Base per servizi alla persona - Green Pass Base per attività commerciali - Green Pass Base per pubblici uffici - Green Pass Base per servizi bancari, postali e finanziari - Quattro coperti per tavolo nella ristorazione - Obbligo di mascherina all'aperto - Obbligo di mascherina FFP2 per attività al chiuso | - Green Pass Rafforzato per spostamenti fuori dal Comune - Green Pass Rafforzato per diverse attività pubbliche - Green Pass Base per servizi alla persona - Green Pass Base per attività commerciali - Green Pass Base per pubblici uffici - Green Pass Base per servizi bancari, postali e finanziari - Obbligo di mascherina all'aperto - Obbligo di mascherina FFP2 per attività al chiuso | - Coprifuoco dalle 22.00 alle 5.00 - Divieto di circolazione non giustificata - Chiusura dei servizi di ristorazione - Chiusura di negozi e mercati al dettaglio - DaD dalla seconda media - Chiusura di parrucchieri ed estetisti - Chiusura di cinema, teatri e musei - Chiusura di centri e circoli sportivi - Chiusura di sale scommesse - Divieto di convegni, congressi e fiere |
| Regioni/PA                                                           | Valle d'Aosta | - 28 giugno 2021 - 9 gennaio 2022 - 14-31 marzo 2022 | - 20-23 dicembre 2020 - 11-16 gennaio 2021 - 1 febbraio - 14 marzo 2021 - 24 maggio - 27 giugno 2021 - 10-16 gennaio 2022 - 21 febbraio - 13 marzo 2022 | - 6-19 dicembre 2020 - 17-31 gennaio 2021 - 15-28 marzo 2021 - 26 aprile - 2 maggio 2021 - 10-23 maggio 2021 - 17 gennaio - 20 febbraio 2022 | - 6 novembre - 5 dicembre 2020 - 29 marzo - 25 aprile 2021 - 3-9 maggio 2021 |
| Regioni/PA                                                           | Piemonte | - 14 giugno 2021 - 2 gennaio 2022 - 7-31 marzo 2022 | - 13-23 dicembre 2020 - 11-16 gennaio 2021 - 1-28 febbraio 2021 - 26 aprile - 13 giugno 2021 - 3-23 gennaio 2022 - 21 febbraio - 6 marzo 2022 | - 29 novembre - 12 dicembre 2020 - 17-31 gennaio 2021 - 1-14 marzo 2021 - 12-25 aprile 2021 - 24 gennaio - 20 febbraio 2022 | - 6-28 novembre 2020 - 15 marzo - 11 aprile 2021 |
| Regioni/PA                                                           | Liguria | - 7 giugno - 19 dicembre 2021 - 14-31 marzo 2022 | - 6-10 novembre 2020 - 29 novembre - 23 dicembre 2020 - 11-16 gennaio 2021 - 1-13 febbraio 2021 - 1-14 marzo 2021 - 26 aprile - 6 giugno 2021 - 20 dicembre 2021 - 13 marzo 2022 | - 11-28 novembre 2020 - 17-31 gennaio 2021 - 14-28 febbraio 2021 - 15 marzo - 25 aprile 2021 | — |
| Regioni/PA                                                           | Lombardia | - 14 giugno 2021 - 2 gennaio 2022 - 28 febbraio - 31 marzo 2022 | - 13-23 dicembre 2020 - 1-28 febbraio 2021 - 26 aprile - 13 giugno 2021 - 3 gennaio - 27 febbraio 2022 | - 29 novembre - 12 dicembre 2020 - 11-16 gennaio 2021 - 24-31 gennaio 2021 - 1-14 marzo 2021 - 12-25 aprile 2021 | - 6-28 novembre 2020 - 17-23 gennaio 2021 - 15 marzo - 11 aprile 2021 |
| Regioni/PA                                                           | Trento | - 14 giugno - 19 dicembre 2021 - 7-31 marzo 2022 | - 6 novembre - 23 dicembre 2020 - 11 gennaio - 13 febbraio 2021 - 26 aprile - 13 giugno 2021 - 20 dicembre 2021 - 6 marzo 2022 | - 14 febbraio - 14 marzo 2021 - 6-25 aprile 2021 | - 15 marzo - 5 aprile 2021 |
| Regioni/PA                                                           | Bolzano | - 21 giugno - 5 dicembre 2021 - 28 febbraio - 31 marzo 2022 | - 6-8 novembre 2020 - 20-23 dicembre 2021 - 11-16 gennaio 2021 - 26 aprile - 20 giugno 2021 - 6 dicembre 2021 - 27 febbraio 2022 | - 6-19 dicembre 2020 - 1 febbraio-25 aprile 2021 | - 9 novembre - 5 dicembre 2020 - 17-31 gennaio 2021 |
| Regioni/PA                                                           | Veneto | - 7 giugno - 19 dicembre 2021 - 28 febbraio - 31 marzo 2022 | - 6 novembre - 23 dicembre 2020 - 1 febbraio - 7 marzo 2021 - 26 aprile - 6 giugno 2021 - 20 dicembre 2021 - 27 febbraio 2022 | - 11-31 gennaio 2021 - 8-14 marzo 2021 - 6-25 aprile 2021 | - 15 marzo - 5 aprile 2021 |
| Regioni/PA                                                           | Friuli-Venezia Giulia | - 31 maggio - 28 novembre 2021 - 14-31 marzo 2022 | - 6-14 novembre 2020 - 6-23 dicembre 2020 - 11-16 gennaio 2021 - 1 febbraio - 14 marzo 2021 - 26 aprile - 30 maggio 2021 - 29 novembre 2021 - 23 gennaio 2022 - 28 febbraio - 13 marzo 2022 | - 15 novembre - 5 dicembre 2020 - 17-31 gennaio 2021 - 8-14 marzo 2021 - 12-25 aprile 2021 - 24 gennaio - 27 febbraio 2022 | - 15 marzo - 11 aprile 2021 |
| Regioni/PA                                                           | Emilia-Romagna | - 14 giugno 2021 - 9 gennaio 2022 - 14-31 marzo 2022 | - 6-14 novembre 2020 - 6-23 dicembre 2020 - 1-20 febbraio 2021 - 26 aprile - 13 giugno 2021 - 10 gennaio - 13 marzo 2022 | - 15 novembre - 5 dicembre 2020 - 11-31 gennaio 2021 - 21 febbraio - 14 marzo 2021 - 12-25 aprile 2021 | - 15 marzo - 11 aprile 2021 |
| Regioni/PA                                                           | Toscana | - 21 giugno 2021 - 9 gennaio 2022 - 14-31 marzo 2022 | - 6-10 novembre 2020 - 20-23 dicembre 2020 - 11 gennaio-13 febbraio 2021 - 26 aprile - 20 giugno 2021 - 10 gennaio - 13 marzo 2022 | - 11-14 novembre 2020 - 6-19 dicembre 2020 - 14 febbraio - 28 marzo 2021 - 12-25 aprile 2021 | - 15 novembre - 5 dicembre 2020 - 29 marzo - 11 aprile 2021 |
| Regioni/PA                                                           | Umbria | - 7 giugno 2021 - 31 marzo 2022 | - 6-10 novembre 2020 - 6-23 dicembre 2020 - 11-16 gennaio 2021 - 26 aprile - 6 giugno 2021 | - 11 novembre - 3 dicembre 2020 - 17 gennaio - 25 aprile 2021 | — |
| Regioni/PA                                                           | Marche | - 21 giugno - 19 dicembre 2021 - 21-31 marzo 2022 | - 6-14 novembre 2020 - 6-23 dicembre 2020 - 11-16 gennaio 2021 - 1-28 febbraio 2021 - 26 aprile - 20 giugno 2021 - 20 dicembre 2021 - 6 febbraio 2022 - 21 febbraio - 20 marzo 2022 | - 15 novembre - 5 dicembre 2020 - 17-31 gennaio 2021 - 1-14 marzo 2021 - 6-25 aprile 2021 - 7-20 febbraio 2022 | - 15 marzo - 5 aprile 2021 |
| Regioni/PA                                                           | Lazio | - 14 giugno 2021 - 2 gennaio 2022 - 21-31 marzo 2022 | - 6 novembre - 23 dicembre 2020 - 11-16 gennaio 2021 - 1 febbraio - 14 marzo 2021 - 26 aprile - 13 giugno 2021 - 3 gennaio - 20 marzo 2022 | - 17-31 gennaio 2021 - 30 marzo - 25 aprile 2021 | - 15-29 marzo 2021 |
| Regioni/PA                                                           | Abruzzo | - 7 giugno 2021 - 9 gennaio 2022 - 7-31 marzo 2022 | - 6-10 novembre 2020 - 11-16 gennaio 2021 - 1-13 febbraio 2021 - 26 aprile - 6 giugno 2021 - 10-23 gennaio 2022 - 21 febbraio - 6 marzo 2022 | - 11-17 novembre 2020 - 7-11 dicembre 2020 - 13-23 dicembre 2020 - 17-31 gennaio 2021 - 14 febbraio - 25 aprile 2021 - 24 gennaio - 20 febbraio 2022 | - 18 novembre - 6 dicembre 2020 - 12 dicembre 2020 |
| Regioni/PA                                                           | Molise | - 31 maggio 2021 - 13 febbraio 2022 - 14-31 marzo 2022 | - 6 novembre - 23 dicembre 2020 - 11 gennaio - 20 febbraio 2021 - 26 aprile - 30 maggio 2021 - 14 febbraio - 13 marzo 2022 | - 21-28 febbraio 2021 - 22 marzo - 25 aprile 2021 | - 1-21 marzo 2021 |
| Regioni/PA                                                           | Campania | - 21 giugno 2021 - 16 gennaio 2022 - 28 febbraio - 31 marzo 2022 | - 6-14 novembre 2020 - 11 gennaio - 20 febbraio 2021 - 26 aprile - 20 giugno 2021 - 17 gennaio - 27 febbraio 2022 | - 6-23 dicembre 2020 - 21 febbraio - 7 marzo 2021 - 19-25 aprile 2021 | - 15 novembre - 5 dicembre 2020 - 8 marzo - 18 aprile 2021 |
| Regioni/PA                                                           | Puglia | - 14 giugno 2021 - 23 gennaio 2022 - 14-31 marzo 2022 | - 6-23 dicembre 2020 - 11-16 gennaio 2021 - 11 febbraio - 14 marzo 2021 - 10 maggio - 13 giugno 2021 - 24 gennaio - 13 marzo 2022 | - 6 novembre - 5 dicembre 2020 - 17 gennaio - 10 febbraio 2021 - 26 aprile - 9 maggio 2021 | - 15 marzo - 25 aprile 2021 |
| Regioni/PA                                                           | Basilicata | - 21 giugno 2021 - 31 marzo 2022 | - 6-10 novembre 2020 - 13-23 dicembre 2020 - 11 gennaio - 28 febbraio 2021 - 10 maggio - 20 giugno 2021 | - 11 novembre - 12 dicembre 2020 - 16 marzo - 9 maggio 2021 | - 1-15 marzo 2021 |
| Regioni/PA                                                           | Calabria | - 21 giugno - 12 dicembre 2021 - 21-31 marzo 2022 | - 13-23 dicembre 2020 - 1º febbraio - 14 marzo 2021 - 10 maggio - 20 giugno 2021 - 13 dicembre 2021 - 20 marzo 2022 | - 29 novembre - 12 dicembre 2020 - 11-31 gennaio 2021 - 15-28 marzo 2021 - 12 aprile - 9 maggio 2021 | - 6-28 novembre 2020 - 29 marzo - 11 aprile 2021 |
| Regioni/PA                                                           | Sicilia | - 21 giugno - 29 agosto 2021 - 9 ottobre 2021 - 2 gennaio 2022 - 14-31 marzo 2022 | - 29 novembre - 23 dicembre 2020 - 15 febbraio - 14 marzo 2021 - 17 maggio - 20 giugno 2021 - 30 agosto - 8 ottobre 2021 - 3-23 gennaio 2022 - 14 febbraio - 13 marzo 2022 | - 6-28 novembre 2020 - 11-16 gennaio 2021 - 1-14 febbraio 2021 - 15 marzo - 16 maggio 2021 - 24 gennaio - 13 febbraio 2022 | - 17-31 gennaio 2021 |
| Regioni/PA                                                           | Sardegna | - 1-21 marzo 2021 - 31 maggio 2021 - 23 gennaio 2022 - 28-31 marzo 2022 | - 6 novembre - 23 dicembre 2020 - 11-23 gennaio 2021 - 8-28 febbraio 2021 - 17-30 maggio 2021 - 24 gennaio - 27 marzo 2022 | - 24 gennaio - 7 febbraio 2021 - 22 marzo - 11 aprile 2021 - 3-16 maggio 2021 | - 12 aprile - 2 maggio 2021 |
| Regioni/PA                                                           | tutte le Regioni | - 28 giugno - 29 agosto 2021 - 9 ottobre - 28 novembre 2021 - 28-31 marzo 2022 | - 7-8 gennaio 2021 - 24-30 maggio 2021 | - 28-30 dicembre 2020 - 4 gennaio 2021 - 9-10 gennaio 2021 | - 24-27 dicembre 2020 - 31 dicembre 2020 - 3 gennaio 2021 - 5-6 gennaio 2021 - 3-5 aprile 2021 |

## Critiche alla gestione dell'emergenza
In riferimento alla prima ondata di contagi, osservatori qualificati, giornalisti, accademici e analisti specializzati in gestione delle crisi, sia nazionali che internazionali, hanno mosso critiche circostanziate al Governo italiano per vari aspetti relativi alla gestione dell'emergenza: i ricercatori dell'Università di Harvard hanno rilevato un ritardo di 3 settimane nell'attivazione del blocco totale del Paese, hanno bocciato i provvedimenti graduali, come i decreti che in Italia hanno intensificato l'isolamento sociale in modo progressivo, e hanno criticato l'Italia perché non si sarebbe rivelata all'altezza nel tracciare la linea dei contagi; il The New York Times ha espresso riserve dichiarando che le autorità hanno annaspato nel determinare incisive misure contro l'epidemia, denunciando opportunità mancate e critici passi falsi, quali l'emissione di messaggi contrastanti che hanno seminato confusione e mancato coordinamento tra le autorità nazionali e quelle locali e che avrebbero peggiorato gli effetti negativi della pandemia (anche se in seguito lo stesso New York Times ha lodato la gestione della pandemia da parte del governo italiano); un'inchiesta di The Globalist Syndication, testata specializzata in giornalismo d'inchiesta, ha riportato dichiarazioni di Andrea Crisanti, professore ordinario di epidemiologia e virologia dell'Azienda Ospedale-Università Padova, il quale ha denunciato i numeri inesatti divulgati dalle autorità durante la gestione dell'epidemia nonché le inefficaci strategie di contenimento e di monitoraggio dei pazienti risultati positivi al virus; anche la Federazione Relazioni pubbliche Italiana (FERPI) ha evidenziato il parere di specialisti che hanno denunciato gli errori compiuti dal Governo Conte II sul fronte della comunicazione di crisi.
Diversi quotidiani a tiratura nazionale come Corriere della Sera, il Giornale e HuffPost e programmi televisivi come Report hanno denunciato gli errori fatti nella gestione della crisi epidemica, in relazione a un piano pandemico redatto a fine 2010, quasi dieci anni prima della pandemia da COVID-19, ma ignorato e non applicato, alle critiche alla comunicazione del Presidente del Consiglio Giuseppe Conte, giudicata a più riprese inadeguata alla gravità della crisi, e all'inadeguatezza della risposta da parte delle istituzioni, con particolare riguardo al ritardo nella liquidazione delle provvidenze economiche previste dai decreti del Governo, mentre quotidiani di stampa regionale hanno evidenziato l'insufficiente coordinamento tra le autorità civili e quelle militari nella gestione dell'emergenza.
Un'inchiesta di The Post Internazionale ha poi evidenziato l'esistenza di una nota riservata dell'Istituto superiore di sanità che ha rivelato che già il 2 marzo era stata chiesta la creazione di una zona rossa ad Alzano Lombardo e a Nembro, comuni diventati poi due focolai dell'epidemia, che i giornalisti definiscono “annunciata”. Un'articolata inchiesta pubblicata sulla testata online Formiche.net di Roberto Arditti ha evidenziato, tra le altre cose, le evidenti contraddizioni emerse nella comunicazione da parte degli esponenti della comunità scientifica. A seguito di un'indagine della magistratura in merito ai fatti il Consiglio di Stato ha posto il 12 aprile 2022 il segreto militare, impedendo di fatto la possibilità di chiarire le circostanze.
Anche la Federazione nazionale degli ordini dei medici chirurghi e degli odontoiatri ha denunciato pubblicamente la mancanza di dati sull'esatta diffusione dell'epidemia, la gestione confusa da parte delle istituzioni della realtà delle RSA e dei centri diurni per anziani, la mancata fornitura di protezioni individuali ai medici del territorio, la pressoché totale assenza delle attività di igiene pubblica, la mancata esecuzione dei tamponi agli operatori sanitari e il mancato governo efficace del territorio. Ulteriori discussioni nella comunità scientifica sono state sollevate dall'analisi dell'approccio alla gestione della pandemia differente adottato da due regioni per molti versi con scenari inizialmente sovrapponibili, Lombardia e Veneto, le cui scelta da parte delle istituzioni locali hanno generato effetti completamente diverse sul fronte degli ospedalizzati e dei decessi.
Sono state aperte numerose inchieste penali per omicidio ed epidemia colposa a causa della decisione da parte di alcune istituzioni di confinare i contagiati nelle case di riposo per anziani, inizialmente da parte della Magistratura di Milano, con iscrizione nel registro degli indagati del direttore del Pio Albergo Trivulzio, e da parte della Magistratura di Prato, quest'ultima, ad oggi, senza ipotesi di reato.
Il professore Sabino Cassese ha denunciato l'inefficace coordinamento tra le istituzioni nazionali e quelle locali, sollecitando il potere legislativo a ridisegnare il perimetro delle reciproche competenze, e lamentando anche la mancata applicazione dell'articolo 117 della Costituzione, che riserva allo Stato i compiti in materia di profilassi internazionale, dell'articolo 120 della Costituzione che consente al Governo di sostituirsi alle Regioni in casi di pericolo grave per l'incolumità, e della legge 833 del 1978 che assegna al Ministero della salute e non alle Regioni, il compito di intervenire direttamente in caso di epidemie.
In particolare una polemica ha riguardato la gestione all'interno dell'ospedale civico di Codogno, nell'area del focolaio italiano del virus. In seguito alle osservazioni mosse dal Presidente del Consiglio Giuseppe Conte (in un'intervista si era riferito all'ospedale di Codogno, ma senza farne esplicitamente il nome) sul mancato rispetto dei protocolli sanitari di sicurezza emanati tramite Decreto dal governo per contenere la diffusione del coronavirus, e relativamente all'iniziale dimissione dall'ospedale del cosiddetto "paziente uno" senza sottoporlo al test di positività al virus, alcuni esponenti dell'amministrazione regionale della Lombardia precisarono che l'ospedale aveva correttamente seguito i protocolli in vigore in quel momento, emanati dal Ministero della salute e dall'Organizzazione mondiale della sanità, che indicavano di eseguire i test solo alle persone ritornate dalla Cina o addirittura dalla sola zona di Wuhan.
La stessa posizione nel considerare gli ospedali come possibile veicolo di infezione venne assunta inizialmente anche dall'infettivologo Massimo Galli, primario del reparto di malattie infettive dell'Ospedale Sacco di Milano, che in seguito ridimensionò parzialmente le proprie valutazioni, dichiarando che probabilmente il virus circolava ancor prima della chiusura dei voli verso la Cina.
Il 13 aprile 2020 la rivista Forbes ha pubblicato una dettagliata analisi redatta in collaborazione con i ricercatori del King's College di Londra e tradotta anche in lingua italiana, che posiziona l'Italia al fondo della maggior parte delle classifiche del Deep Knowledge Group sull'efficacia nella gestione della pandemia.
Il 26 aprile 2020, in seguito al discorso del presidente Giuseppe Conte che annunciava il prolungamento della sospensione delle celebrazioni religiose, la Conferenza Episcopale Italiana ha lanciato un comunicato in cui esprimeva il "disaccordo dei vescovi" che "non possono vedere compromesso l'esercizio della libertà di culto". In risposta al comunicato, Conte ha affermato con una nota da Palazzo Chigi che "la Presidenza del Consiglio prende atto della comunicazione della CEI e [...] già nei prossimi giorni si studierà un protocollo che consenta quanto prima la partecipazione dei fedeli alle celebrazioni liturgiche in condizioni di massima sicurezza".
Nel mese di agosto, il Giudice di Pace di Frosinone ha annullato una sanzione comminata ad un cittadino per violazioni commesse durante la fase 1, asserendo come l'emergenza sanitaria non rientrasse tra le cause di misure restrittive alla libertà dei cittadini, diversamente tra le altre, da guerra e calamità naturali.. Nello stesso mese la Procura di Roma emette avvisi di garanzia nei confronti di Conte e altri sei ministri per abuso d'ufficio, a seguito di denunce ed esposti di cittadini.
Con l'introduzione della certificazione verde ("green pass") il filosofo Massimo Cacciari in collaborazione con Giorgio Agamben il 28 luglio 2021 ha pubblicato su La Stampa una lettera anticipata da un'altra del 26 luglio in cui contesta l'introduzione della misura restrittiva chiedendo una riflessione in merito ai rischi concreti di discriminazione dei non vaccinati e di atteggiamento autoritario del governo atto a limitare le libertà fondamentali senza: "Non si fa che inseguire emergenza dopo emergenza le più varie occasioni, senza coscienza della crisi, senza la precisa volontà di uscirne politicamente e culturalmente. Invece di un'informazione adeguata si procede ad allarmi e diktat, invece di chiedere consapevolezza e partecipazione si produce un'inflazione di norme confuse, contraddittorie e spesso del tutto impotenti. Che il green-pass sia una di queste è del tutto evidente". Questa posizione del filosofo ha scatenato un coro di polemiche anche accese. Forti critiche alle estensioni dell'uso della certificazione verde iniziate a luglio 2021 sono arrivate anche da Fratelli d'Italia e numerosi suoi esponenti, contestando le affermazioni per cui il "green pass" proteggerebbe dall'ammalarsi, in virtù del fatto che anche i vaccinati possono contagiarsi e contagiare; così come da alcuni ex esponenti del Movimento 5 Stelle e, in alcuni casi, da esponenti della Lega per Salvini Premier. A settembre 2021, 300 docenti universitari italiani, tra cui lo storico Alessandro Barbero (che ha giudicato l'obbligo vaccinale come preferibile al "green pass") hanno firmato un appello contro il certificato verde, definito anticostituzionale e discriminatorio.

## Organizzazione

### Il commissario straordinario

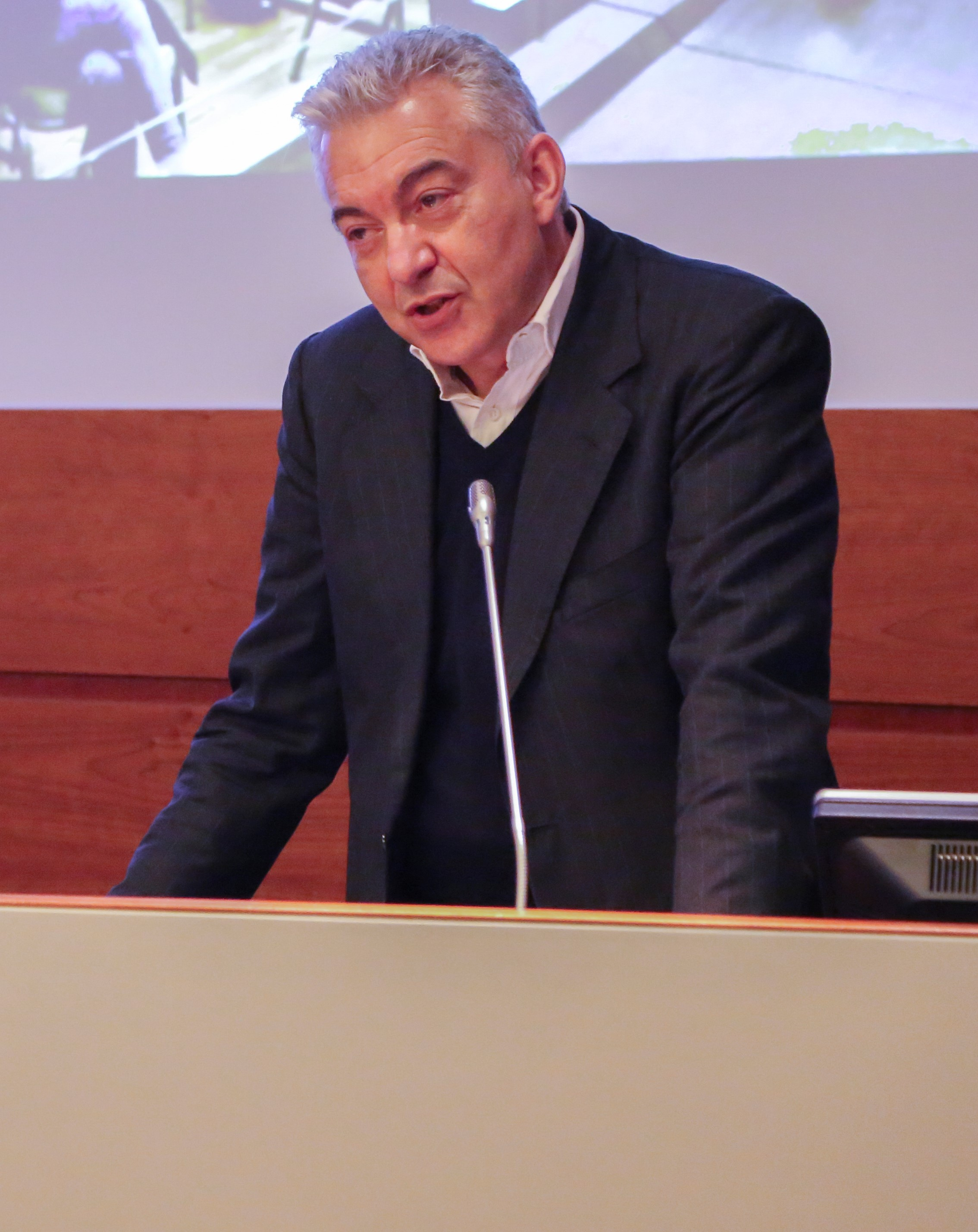
Domenico Arcuri, commissario straordinario dal 18 marzo 2020 al 1º marzo 2021

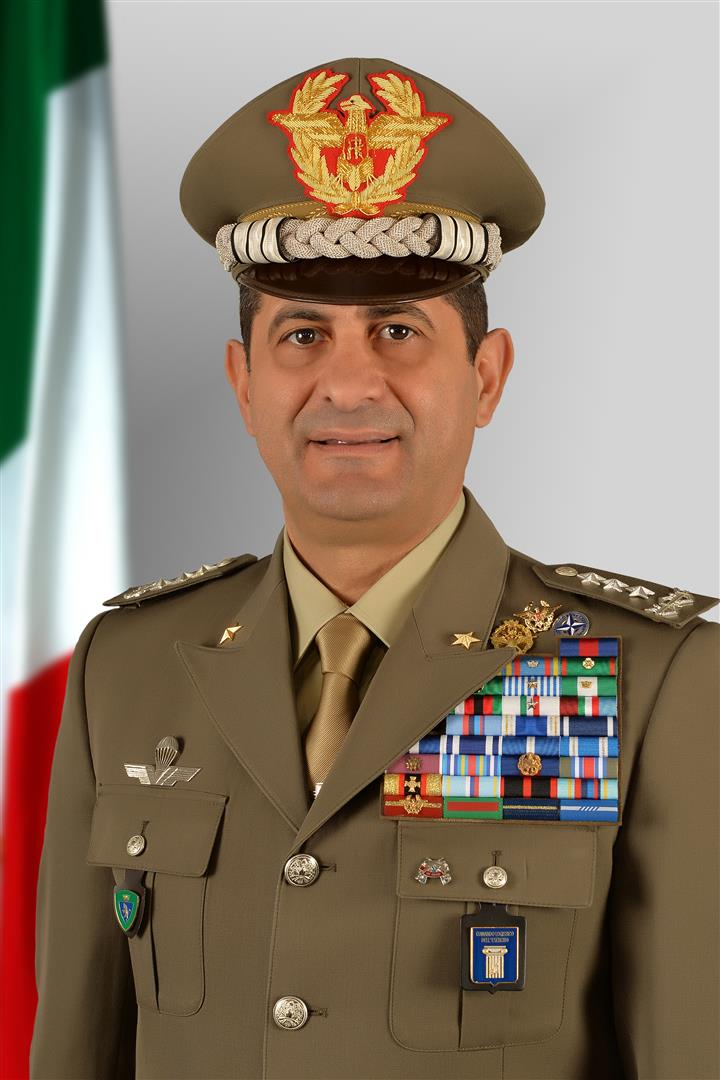
Francesco Paolo Figliuolo, commissario straordinario dal 1º marzo 2021 al 31 marzo 2022

Il governo Conte II ha istituito, con il decreto legge n.18 del 17 marzo 2020, un Commissario straordinario per l'attuazione e il coordinamento delle misure sanitarie di contenimento e contrasto dell'emergenza epidemiologica COVID-19. Tra le funzioni l'attuazione di "ogni intervento utile a fronteggiare l'emergenza sanitaria, organizzando, acquisendo e sostenendo la produzione di ogni genere di bene strumentale utile a contenere e contrastare l'emergenza stessa, o comunque necessario in relazione alle misure adottate per contrastarla, nonché programmando e organizzando ogni attività connessa, individuando e indirizzando il reperimento delle risorse umane e strumentali necessarie, individuando i fabbisogni,  e procedendo all'acquisizione e alla distribuzione di farmaci,  delle apparecchiature, dei dispositivi medici e di protezione individuale".
L'indomani è stato nominato commissario l'amministratore delegato di Invitalia Domenico Arcuri. Con l'ordinanza n.7/2020 è stata poi costituita una Struttura di supporto,  alle dirette dipendenze del Commissario straordinario. Gli è stata affidata infine anche la competenza per l'attuazione del Piano strategico dei vaccini.
Il 1º marzo 2021 il Presidente del consiglio Mario Draghi ha sostituito Arcuri con il generale di corpo d'armata dell'esercito Francesco Paolo Figliuolo.
Figliuolo resta in carica fino al 31 marzo 2022, quando la struttura viene soppressa con l'istituzione, dal 1º aprile, dell'Unità per il completamento della campagna vaccinale, con direttore il maggior generale dell'Esercito Tommaso Petroni, con vice Giovanni Leonardi, dirigente del Ministero della salute. Tale unità cessa definitivamente le proprie funzioni il 30 Giugno 2023 venendo assorbita dal Ministero della Salute.

### Comitati tecnico-scientifici e unità operative
Il Governo Italiano, per affrontare aspetti specifici e specialistici inerenti all'emergenza COVID-19, si è dotato di una serie di comitati tecnico-scientifici e unità operative apposite, come da schema seguente:
| Comitato Unità operativa                                                                                        | Istituzione                       | Funzioni | Dirigenti |
| --- | --------------------------------- | --- | --- |
| Comitato Operativo della protezione civile                                                                      | 24 febbraio 1992                  | Assicura la direzione unitaria e il coordinamento delle attività della protezione civile nelle situazioni di emergenza. | - Presidente: Angelo Borrelli (Capo del Dipartimento della protezione civile, Commissario straordinario alla COVID-19) |
| Comitato Tecnico-Scientifico della protezione civile                                                            | 3 febbraio 2020 - 16 marzo 2021   | Supporta il Capo del Dipartimento della protezione civile nelle attività finalizzate al superamento dell'emergenza epidemiologica da COVID-19, fornisce pareri e indicazioni sulle misure di prevenzione dialogando con il Governo e il Dipartimento della protezione civile. | - Presidente: Angelo Borrelli (Capo del Dipartimento della protezione civile, Commissario straordinario alla COVID-19) - Coordinatore: Agostino Miozzo (Direttore dell'Ufficio II - Promozione e Integrazione del Servizio Nazionale del Dipartimento della protezione civile) - Segretario: Fabio Ciciliano (Dirigente Medico della Polizia di Stato, esperto di medicina delle catastrofi) - Altri 24 membri |
| Comitato Tecnico-Scientifico della protezione civile                                                            | 17 marzo 2021 - 31 marzo 2022     | Supporta il Capo del Dipartimento della protezione civile nelle attività finalizzate al superamento dell'emergenza epidemiologica da COVID-19, fornisce pareri e indicazioni sulle misure di prevenzione dialogando con il Governo e il Dipartimento della protezione civile. | - Presidente: Fabrizio Curcio (Capo del Dipartimento della protezione civile, Commissario straordinario alla COVID-19) - Coordinatore: Franco Locatelli (Presidente del Consiglio Superiore di Sanità) - Portavoce: Silvio Brusaferro (Presidente dell'Istituto Superiore di Sanità) - Segretario: Sergio Fiorentino - Altri 9 membri                                                                          |
| Unità Operativa del commissario anti-Covid                                                                      | 17 marzo 2020 - 1º marzo 2021     | Coadiuva le attività del commissario straordinario per l'attuazione e il coordinamento delle misure occorrenti per il contenimento e il contrasto dell'emergenza epidemiologica COVID-19 | - Presidente: Domenico Arcuri (Commissario straordinario anti-Covid) - Segreteria: Donatella Ciccimarra |
| Unità Operativa del commissario anti-Covid                                                                      | 1º marzo 2021 - 31 marzo 2022     | Coadiuva le attività del commissario straordinario per l'attuazione e il coordinamento delle misure occorrenti per il contenimento e il contrasto dell'emergenza epidemiologica COVID-19 | - Presidente: Francesco Paolo Figliuolo (Commissario straordinario anti-Covid) |
| Unità per il completamento della campagna vaccinale e per l'adozione di altre misure di contrasto alla pandemia | 1º aprile 2022 - 30 giugno 2023   | Fornisce risposte ai possibili aggravamenti del contesto epidemiologico nazionale; cura la definizione e la conclusione delle attività (amministrative, contabili, giuridiche) precedentemente attribuite al Commissario straordinario anti-Covid. | - Direttore: Tommaso Petroni - Vicedirettore: Giovanni Leonardi (Ministero della Salute) |
| Task Force Data Drive                                                                                           | 31 marzo 2020 - 31 marzo 2022     | Individua e valuta soluzioni tecnologiche data driven per supportare il Governo e gli altri pubblici decisori nella definizione di politiche di contenimento del contagio da COVID-19; sviluppo di una app per poter "mappare" il contagio. Comprende i sottogruppi: "Infrastrutture e Data collection", "Teleassistenza", "Big Data e Intelligenza Artificiale", "Tecnologie per il governo dell'emergenza". | - Presidente: Paola Pisano (Ministra per l'innovazione tecnologica e la digitalizzazione) |
| Cabina di regia Ministero della Giustizia                                                                       | 24 febbraio 2020 - N.A.           | Fronteggia le ricadute sul sistema giustizia legate all’evoluzione della epidemia da COVID-19. | - Capo di gabinetto: Fulvio Baldi |
| Task Force per le carceri                                                                                       | marzo 2020 - N.A.                 | Si occupa dell’emergenza del sovraffollamento delle carceri | - Presidente: Alfonso Bonafede (Ministro della Giustizia) |
| Task Force Ministero dell'Istruzione                                                                            | 24 febbraio 2020 - 31 luglio 2020 | Raccoglie domande e richieste da parte dei dirigenti e del personale scolastico chiamati a gestire in particolare la didattica a distanza delle scuole; coordina anche l'invio sul territorio di personale preparato a dare man forte agli uffici scolastici locali in emergenza. | - Presidente: Lucia Azzolina (Ministra dell'Istruzione) - Coordinatore: Patrizio Bianchi |
| Task Force Anti fake-news                                                                                       | 4 aprile 2020 - 4 aprile 2021     | Analizza le modalità e le fonti di diffusione delle fake news, coinvolge cittadini ed utenti social nel rafforzamento della rete di individuazione, sensibilizza attraverso campagne di comunicazione. | - Coordinatore: Ferruccio Sepe |
| Task Force Fase 2                                                                                               | 10 aprile 2020 - giugno 2020      | Dialoga con il CTS e studia le misure necessarie per la Fase 2, elabora modelli organizzativi che consentano la riapertura di impianti produttivi ed aziende nelle condizioni di massima sicurezza per i lavoratori. | - Presidente: Vittorio Colao (Dirigente d'Azienda) |
| Task Force Donne per un Nuovo Rinascimento                                                                      | 15 aprile 2020 - 15 aprile 2021   | Elaborare idee e proposte per il rilancio sociale, culturale ed economico dell'Italia dopo l'emergenza epidemiologica da COVID-19. | - Presidente: Elena Bonetti (Ministra per le Pari Opportunità e la Famiglia) - Coordinatrice: Fabiola Gianotti (Direttrice Generale del CERN di Ginevra) |

## La campagna di vaccinazione

### Il piano di vaccinazione
Il 2 dicembre 2020 il ministro della Salute Roberto Speranza presenta in Parlamento il piano strategico dell'Italia per la vaccinazione contro la COVID-19, elaborato dal Ministero della Salute, dal Commissario Straordinario per l'Emergenza Domenico Arcuri, dall'Istituto Superiore di Sanità e da Agenas e AIFA. Il piano è stato aggiornato il 2 gennaio 2021 con dosi aggiuntive.
La relazione del piano strategico sottolinea come, attraverso alcuni accordi, sono state assicurate all'Europa circa 1,3 miliardi di dosi da parte di diverse Aziende (che saranno distribuite ai Paesi dell'Unione Europea in base al numero della loro popolazione) e che la produzione dei vaccini è stata avviata già in contemporanea agli studi clinici. Prima della somministrazione dei vaccini è tuttavia necessaria l'autorizzazione all'immissione in commercio (AIC).
Il Piano strategico nazionale dei vaccini per la prevenzione delle infezioni da SARS-CoV-2 è stato aggiornato il 12 marzo 2021 con un decreto poi pubblicato in Gazzetta Ufficiale il 24 marzo, e il 9 aprile 2021 con l'Ordinanza n. 6/2021 del Commissario per l'emergenza Covid-19.

#### Dosi di vaccino e categorie prioritarie
In base agli accordi stipulati, il piano strategico prevede la distribuzione e somministrazione di 14 milioni di dosi vaccinali nel primo trimestre del 2021, e di 156 milioni di dosi nel secondo e terzo trimestre, cosicché la maggior parte della popolazione italiana possa essere vaccinata entro settembre 2021. Le Aziende coinvolte nella campagna di vaccinazione italiana sono: Pfizer/BioNTech (78 milioni di dosi), Sanofi/GlaxoSmithKline (40 milioni), AstraZeneca (40 milioni), Moderna (39 milioni), CureVac (29 milioni) e Johnson & Johnson (26 milioni).
Il piano vaccinale del dicembre 2020 (osservato fino all'aprile 2020) individuava alcune categorie sociali da vaccinare in via prioritaria: gli operatori sanitari e sociosanitari, gli ospiti e il personale delle RSA, le persone in età avanzata (innanzitutto anziani dagli 80 anni, e poi persone dai 60 ai 79 anni) e persone affette da patologie croniche, per un totale stimato di 27,251 milioni di individui. A seguire, con l'aumento delle dosi, il piano prevedeva la vaccinazione degli impiegati nei servizi essenziali, quindi insegnanti e personale scolastico, forze dell'ordine, ecc.
Con il Decreto 12 Marzo e l'Ordinanza n. 6/202, le categorie da vaccinare in via prioritaria sono state aggiornate, dando precedenza ai soggetti fragili e alle fasce di età più avanzate:
- Categoria 1: Soggetti con elevata fragilità (persone estremamente vulnerabili; disabilità grave; persone di età >80 anni) e familiari conviventi/caregiver;
- Categoria 2: Persone di età compresa tra 70 e 79 anni;
- Categoria 3: Persone di età compresa tra 60 e 69 anni;
- Categoria 4: Persone con comorbidità di età <60, senza quella connotazione di gravità riportata per le persone estremamente vulnerabili;
- Categoria 5: Resto della popolazione di età <60 anni.

A prescindere dall'età e dalle condizioni patologiche, il piano individua sempre come prioritarie le categorie del personale docente e non docente (scolastico e universitario), forze armate (di Polizia e del soccorso pubblico), servizi penitenziari e altre comunità residenziali.
Il calendario di vaccinazione delle predette categorie può variare secondo l'organizzazione di ciascuna Regione, anche se generalmente le vaccinazioni per il personale sanitario e sociosanitario, ospiti e personale delle RSA sono partite nel gennaio 2021; quelle per gli over 80 nel febbraio 2021; quelle per il personale scolastico, le forze armate, gli over 70 e i soggetti con elevata fragilità nel marzo 2021; quelle per gli over 60 nell'aprile 2021; quelle per gli over 50, i soggetti con comorbidità non grave e gli over 40 nel maggio 2021.
Dal 3 giugno 2021 la campagna vaccinale viene aperta a tutte le fasce d'età sopra i 12 anni, senza distinzione alcuna, grazie alla maggiore disponibilità di vaccini.
| Vaccini (azienda) |          | Trimestre    | Trimestre    | Trimestre    | Trimestre    | Trimestre    | Trimestre    | tot. x azienda |
| Vaccini (azienda) | dic 2020 | gen-mar 2021 | apr-giu 2021 | lug-set 2021 | ott-dic 2021 | gen-mar 2022 | apr-giu 2022 | tot. x azienda |
| ----------------- | -------- | ------------ | ------------ | ------------ | ------------ | ------------ | ------------ | -------------- |
| Pfizer/BioNTech   | 479 700  | 8 269 560    | 32 714 370   | 31 527 739   | 5 271 662    | —            | —            | 78 263 031     |
| AstraZeneca       | —        | 4 116 000    | 10 042 500   | 26 007 500   | —            | —            | —            | 40 166 000     |
| Moderna           | —        | 1 330 000    | 4 650 000    | 13 968 700   | 19 808 700   | —            | —            | 39 757 400     |
| Johnson & Johnson | —        | —            | 7 307 292    | 15 943 184   | 3 321 497    | —            | —            | 26 571 973     |
| CureVac           | —        | —            | 7 314 904    | 6 640 000    | 7 968 000    | 7 968 000    | —            | 29 890 904     |
| Sanofi/GSK        | —        | —            | —            | —            | —            | 20 190 000   | 20 190 000   | 40 380 000     |
| tot. x trimestre  | 479 700  | 13 715 560   | 62 029 066   | 94 087 123   | 36 369 859   | 28 158 000   | 20 190 000   | 255 029 308    |

#### Questioni logistiche
Gli aspetti relativi alla logistica e alla catena di approvvigionamento, stoccaggio e trasporto dei vaccini sono stati di competenza del Commissario straordinario Domenico Arcuri e passate quindi dal 1º marzo 2021 all'attuale commissario, il generale Francesco Paolo Figliuolo.

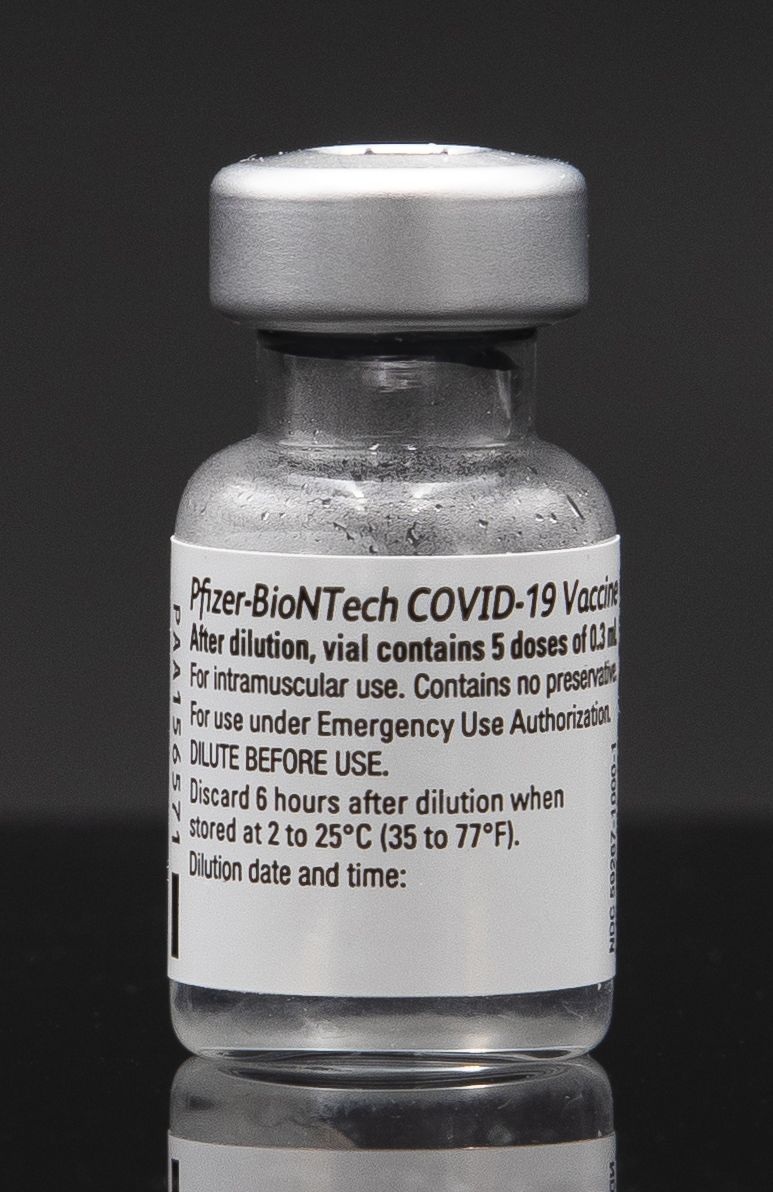
Il vaccino a mRNA Tozinameran di Pfizer/BioNTech, primo ad essere approvato in Italia e in Europa.

Per i vaccini che necessitano di una conservazione a freddo estremo (−20/−70 °C), sono stati individuati insieme alle Regioni e alle Province Autonome 300 punti vaccinali in cui le dosi vengono consegnate direttamente dalle Aziende.
Per quanto riguarda invece i vaccini con una conservazione a freddo standard (+2/+8 °C), è disponibile «un modello di distribuzione "hub and spoke", con 1 sito nazionale di stoccaggio e una serie di siti territoriali di secondo livello».

#### Sistema informativo
Per organizzare al meglio la somministrazione dei vaccini, il piano prevede la predisposizione di un moderno sistema informativo in grado di gestire in modo efficace, sicuro e trasparente la campagna di vaccinazione.
Con il decreto-legge n. 2 del 14 gennaio 2021 viene istituita «una piattaforma informativa nazionale idonea ad agevolare, sulla base dei fabbisogni rilevati, le attività di distribuzione sul territorio nazionale delle dosi vaccinali, dei dispositivi e degli altri materiali di supporto alla somministrazione, e il relativo tracciamento. Inoltre, su istanza della Regione o Provincia autonoma interessata, la piattaforma nazionale esegue, in sussidiarietà, le operazioni di prenotazione delle vaccinazioni, di registrazione delle somministrazioni dei vaccini e di certificazione delle stesse, nonché le operazioni di trasmissione dei dati al Ministero della salute».

#### Approvazione dei vaccini

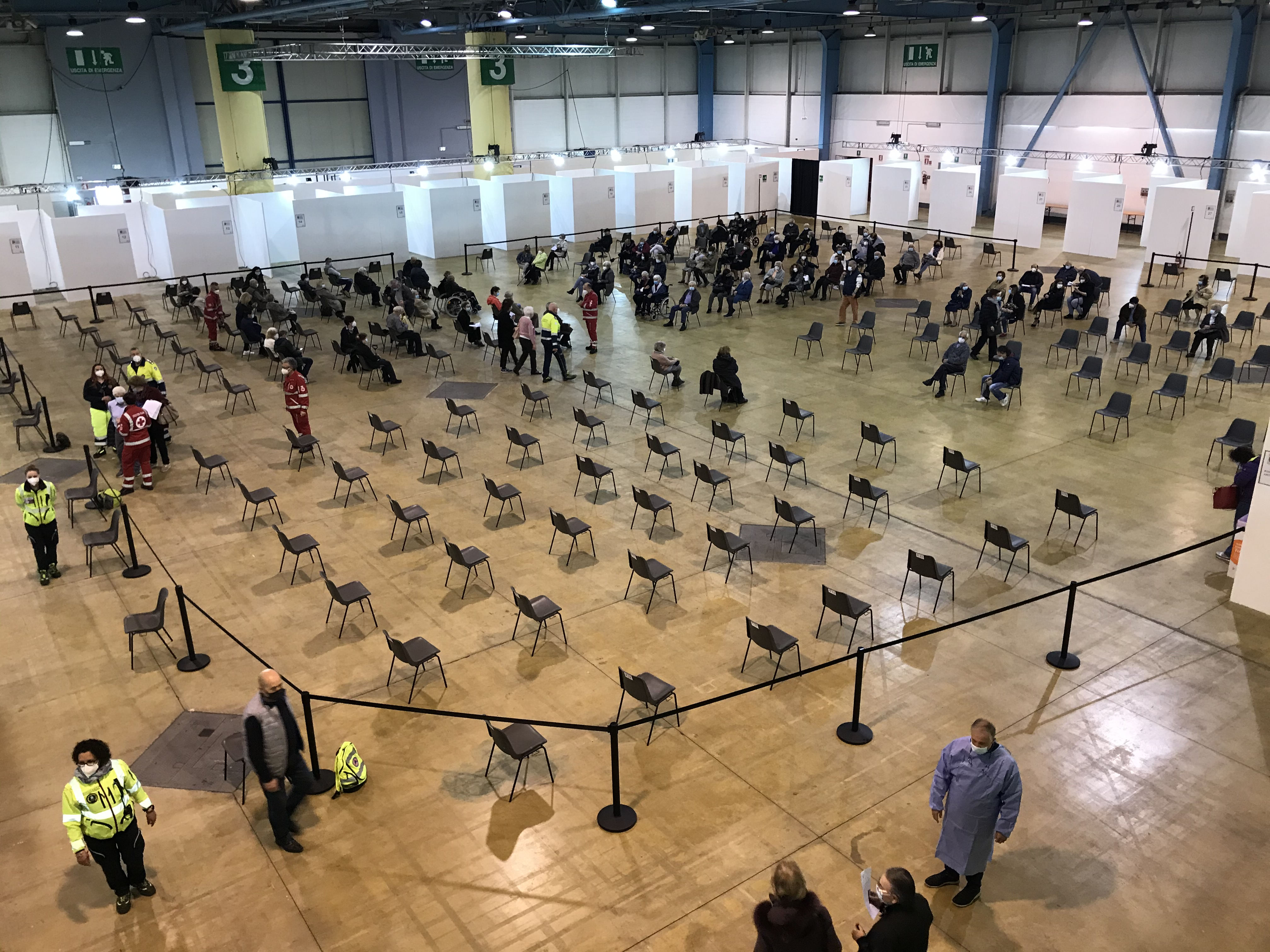
Un centro vaccinale anti-COVID19 a Busto Arsizio, in provincia di Varese.

Il vaccino Tozinameran di Pfizer/BioNTech è il primo ad essere approvato, il 23 dicembre 2020, dall'EMA e dall'Aifa, e quindi idoneo all'immissione in commercio in Italia. Il secondo vaccino ad aver ottenuto l'approvazione è stato l'mRNA-1273 di Moderna, il 6 gennaio 2021 da parte dell'EMA e il 7 gennaio da parte dell'Aifa. Il terzo vaccino ad ottenere l'approvazione è Vaxzevria di AstraZeneca, il 29 gennaio dall'EMA e il 30 gennaio dall'Aifa. Il quarto vaccino ad essere approvato è Ad26.COV2.S di Janssen (Johnson & Johnson) l'11 marzo da parte dell'EMA e il 12 marzo da parte dell'AIFA.
L'11 marzo 2021 viene ritirato in via precauzionale il lotto ABV2856 del vaccino di AstraZeneca, in seguito ai decessi avvenuti in Sicilia di un militare e di un poliziotto - rispettivamente per arresto cardiaco e per trombosi -, che si erano sottoposti a vaccinazione poche ore prima. Sui decessi è stata avviata un'inchiesta, ma l'Aifa ha precisato che non è stata riscontrata alcuna causalità fra le vaccinazioni e le morti, se non un nesso temporale statisticamente possibile. Il 14 marzo, intanto, AstraZeneca ha reso noto che «un'attenta revisione dei dati di sicurezza disponibili di oltre 17 milioni di persone vaccinate nell'Unione Europea e nel Regno Unito non ha mostrato evidenza di un aumento del rischio di embolia polmonare, trombosi venosa profonda o trombocitopenia».
Il 15 marzo 2021, «in via del tutto precauzionale e temporanea», l'Aifa sospende comunque le vaccinazioni con AstraZeneca in Italia, «in attesa dei pronunciamenti dell'EMA» e «in linea con analoghi provvedimenti adottati da altri Paesi europei». Il 18 marzo l'EMA comunica ufficialmente di escludere eventuali relazioni causali tra i vaccini e i casi di trombosi; le vaccinazioni con le dosi di AstraZeneca riprendono dunque in Italia a partire dal giorno successivo, il 19 marzo.
Il 22 dicembre 2021 l'AIFA ha autorizzato il vaccino anti COVID-19 Novavax, con inizio della somministrazione previsto a gennaio 2022, poi slittato al 1º marzo 2022. Il vaccino Novavax è impiegato esclusivamente nei cittadini maggiori di 18 anni e solo per il completamento del ciclo primario (prima e seconda dose, quest’ultima somministrata a distanza di 21 giorni).

### Somministrazione dei vaccini

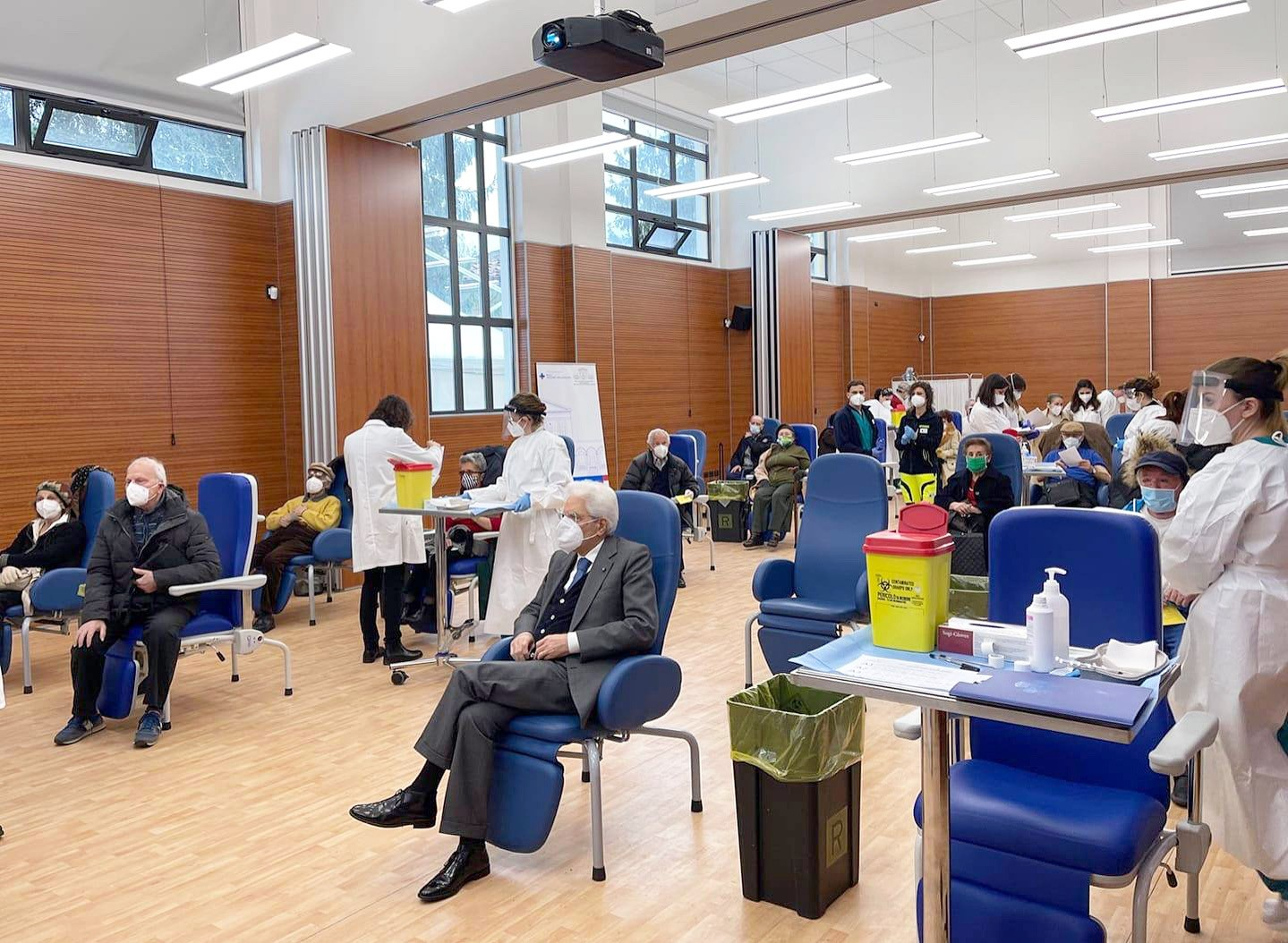
Il Presidente della Repubblica Italiana Sergio Mattarella in attesa della somministrazione del vaccino presso l'Istituto nazionale per le malattie infettive il 9 marzo 2021.

La sera del 25 dicembre 2020 sono arrivate dal Belgio a Roma le prime 9 750 dosi del vaccino di Pfizer/BioNTech, scortate dalla Polizia stradale e dall'Arma dei Carabinieri. I vaccini sono stati successivamente distribuiti alle Regioni, proporzionalmente alla popolazione di ognuna, e somministrati a partire dal 27 dicembre, Vaccine Day europeo, al personale sanitario e agli ospiti di alcune RSA. Le prime 9 750 dosi sono state inoculate entro la fine del 2020.
Nella fase iniziale della campagna vaccinale, il Ministero della Salute aveva previsto l'arrivo in Italia di 469 950 dosi ogni settimana, a partire dal 28 dicembre 2020. Il primo di questi carichi è stato consegnato tra il 30 dicembre 2020 e il 1º gennaio 2021.
Dal 3 giugno 2021, come poco prima annunciato dal Commissario straordinario Figliuolo, le Regioni hanno ricevuto l'autorizzazione ad aprire la campagna vaccinale a chiunque effettui l'apposita prenotazione, abbandonando il precedente sistema vincolato alle fasce d'età.

#### Consenso alla vaccinazione
Prima della vaccinazione, il paziente è tenuto a firmare un modulo di consenso informato, in cui si spiegano i meccanismi del vaccino e le modalità di inoculazione, e dove il firmatario conferma di aver compreso chiaramente «i benefici e i rischi della vaccinazione, le modalità e le alternative terapeutiche, nonché le conseguenze di un eventuale rifiuto o di una rinuncia al completamento della vaccinazione con la seconda dose». Secondo il decreto-legge n. 1 del 5 gennaio 2021, gli ospiti incapaci delle RSA, o di altre strutture simili, esprimono il proprio consenso alla vaccinazione «a mezzo del relativo tutore, curatore o amministratore di sostegno» (o, in assenza di queste figure, a mezzo del direttore sanitario, del responsabile medico, o ancora del direttore sanitario della ASL).

#### Le dosi aggiuntive
Il 20 settembre 2021 ha avuto inizio la somministrazione delle terze dosi agli immunocompromessi, seguiti da operatori sanitari, residenti e lavoratori nelle RSA, e over-80. Una circolare dell'8 ottobre 2021 del Ministero della salute ha autorizzato la somministrazione della dose aggiuntiva (richiamo o booster) sia per gli over-60 sia per i fragili (senza limiti di età). L'estensione della terza dose a tutti gli over-40, prevista per il 1º dicembre, è stata anticipata al 22 novembre. La somministrazione di terza dose era inizialmente prevista a distanza di 6 mesi dal completamento del ciclo vaccinale, ma su parere dell'AIFA tale intervallo è stata poi ridotto a 5 e infine a 4 mesi. Il 1º dicembre 2021 è iniziata la somministrazione delle terze dosi agli over-18; nella stessa data, l'AIFA ha autorizzato la somministrazione (in dose pediatrica) del vaccino Pfizer anche per la fascia d'età 5-11 anni, iniziata il 16 dicembre. Il 24 dicembre 2021 la terza dose è stata resa disponibile anche per i 16-17enni e per i 12-15enni immunocompromessi, quindi per tutti i 12-15enni dal 5 gennaio 2022.
Il 21 febbraio 2022 è stata annunciata la somministrazione di quarta dose agli over-80 e agli immunocompromessi over-60, sempre a distanza di 120 giorni dall'ultimo richiamo, con inizio previsto al 1º marzo. Da luglio 2022 la quarta dose viene resa disponibile per tutti gli over-60 e per gli immunocompromessi di ogni età.
La somministrazione delle dosi aggiuntive è attuata in ogni caso esclusivamente tramite uno dei due vaccini a mRNA, Pfizer o Moderna.

#### Andamento della campagna vaccinale
L'andamento della campagna vaccinale in Italia è consultabile da un sito internet appositamente creato dal governo.
Al 31 marzo 2022, alla conclusione dello stato di emergenza e a 15 mesi dall'inizio della campagna vaccinale, l'Italia ha ricevuto 141 930 078 dosi di vaccino per una platea totale stimata in circa 54 000 000 cittadini (ovvero tutta la popolazione sopra i 12 anni di età calcolata all'inizio del 2021) e ne ha somministrate 135 951 780 (~96%). Più di 49 000 000 cittadini (~91% della platea) hanno ricevuto almeno una dose, più di 48 000 000 (~90% della platea) hanno completato il ciclo vaccinale primario (con doppia dose, vaccino monodose, o singola dose per i guariti dalla COVID-19), e più di 38 000 000 hanno ricevuto la terza dose.